# Vive Kielce w europejskich pucharach
Występy Vive Kielce w europejskich pucharach

## Sezon 1990/1991 -Puchar Zdobywców Pucharów

### Runda 1.
| 1.22 września 1990 | Korona Kielce      | 23:23  | Baník Karviná |                                                |
|                    | Marek Przybylski 7 | (12:9) |               | Hala Sportowa, ul. Krakowska 72 Kielce, Polska |

| 2.30 września 1990 | Baník Karviná | 25:21   | Korona Kielce        |                         |
|                    |               | (12:10) | Andrzej Tłuczyński 9 | Karwina, Czechosłowacja |

- Bilans: Korona Kielce  44:48  Baník Karviná
- Awans:  Baník Karviná

## Sezon 1993/1994 -Liga Mistrzów

### 1/16 finału
| 3.25 września 1993 | Iskra Kielce      | 32:20   | Ionikos Ateny |                                                                                    |
| 17:00              | Ryszard Lubaski 8 | (16:10) |               | Hala Sportowa, ul. Krakowska 72 Kielce, Polska Sędzia: Wasyl Fehyr, Dmytro Stehura |

| 4.26 września 1993 | Ionikos Ateny | 22:30  | Iskra Kielce       |                                                                                    |
| 17:00              |               | (9:15) | Arkadiusz Błacha 7 | Hala Sportowa, ul. Krakowska 72 Kielce, Polska Sędzia: Wasyl Fehyr, Dmytro Stehura |

- Bilans: Iskra Kielce  62:42  Ionikos Ateny
- Awans:  Iskra Kielce

### 1/8 finału
| 5.31 października 1993 | Iskra Kielce | 23:34   | SG Wallau-Massenheim |                                                                         |
| 15:00                  |              | (10:17) | Marek Budny 7        | Hala Sportowa, ul. Krakowska 72 Kielce, Polska Sędzia: Charles Pedersen |

| 6.7 listopada 1993 | SG Wallau-Massenheim | 32:25   | Iskra Kielce        |                                                           |
| 15:30              |                      | (15:11) | Arkadiusz Błacha 10 | Hofheim am Taunus, Niemcy Sędzia: Peter Haak, Henry Koppe |

- Bilans: Iskra Kielce  48:66  SG Wallau-Massenheim
- Awans:  SG Wallau-Massenheim

## Sezon 1994/1995 -Liga Mistrzów

### 1/16 finału
| 7.9 października 199411:00 | Steaua Bukareszt | 25:24(12:11) | Iskra Ceresit Kielce | Bukareszt, Rumunia Sędzia: Władimir Kiaczko, Michaił Kisielew |
| 7.9 października 199411:00 |                  | 25:24(12:11) |                      | Bukareszt, Rumunia Sędzia: Władimir Kiaczko, Michaił Kisielew |

| 8.16 października 199417:00 | Iskra Ceresit Kielce | 24:23(12:10) | Steaua Bukareszt | Hala Sportowa, ul. Krakowska 72 Kielce, Polska Sędzia: Vladimir Vujnović, Petar Mladinić |
| 8.16 października 199417:00 |                      | 24:23(12:10) |                  | Hala Sportowa, ul. Krakowska 72 Kielce, Polska Sędzia: Vladimir Vujnović, Petar Mladinić |

- Bilans: Steaua Bukareszt  48:48  Iskra Ceresit Kielce
- Awans:  Iskra Ceresit Kielce

### 1/8 finału
| 9.12 listopada 199416:30 | Iskra Ceresit Kielce | 23:26(13:14) | Elgorriaga Bidasoa | Hala Sportowa, ul. Krakowska 72 Kielce, Polska Sędzia: Jos Nigra, Jean-Marie Spartz |
| 9.12 listopada 199416:30 |                      | 23:26(13:14) |                    | Hala Sportowa, ul. Krakowska 72 Kielce, Polska Sędzia: Jos Nigra, Jean-Marie Spartz |

| 10.19 listopada 199418:15 | Elgorriaga Bidasoa | 30:19(12:7) | Iskra Ceresit Kielce | Irun, Hiszpania Sędzia: Peter Haak, Henry Koppe |
| 10.19 listopada 199418:15 |                    | 30:19(12:7) |                      | Irun, Hiszpania Sędzia: Peter Haak, Henry Koppe |

- Bilans: Iskra Ceresit Kielce  42:56  Elgorriaga Bidasoa
- Awans:  Elgorriaga Bidasoa

## Sezon 1995/1996 -Puchar Zdobywców Pucharów

### 1/16 finału
| 11.8 października 199517:00 | Iskra Ceresit Kielce | 28:22(12:11) | SKA Mińsk | Hala Sportowa, ul. Krakowska 72 Kielce, Polska Widzów: 800 Sędzia: Frank Lemme, Bernd Ullrich |
| 11.8 października 199517:00 |                      | 28:22(12:11) |           | Hala Sportowa, ul. Krakowska 72 Kielce, Polska Widzów: 800 Sędzia: Frank Lemme, Bernd Ullrich |

| 12.9 października 199517:00 | SKA Mińsk | 24:32(10:17) | Iskra Ceresit Kielce | Hala Sportowa, ul. Krakowska 72 Kielce, Polska Sędzia: Frank Lemme, Bernd Ullrich |
| 12.9 października 199517:00 |           | 24:32(10:17) |                      | Hala Sportowa, ul. Krakowska 72 Kielce, Polska Sędzia: Frank Lemme, Bernd Ullrich |

- Bilans: Iskra Ceresit Kielce  60:46  SKA Mińsk
- Awans:  Iskra Ceresit Kielce

### 1/8 finału
| 13.12 listopada 199512:15 | Academia Octavio Vigo | 28:24(15:11) | Iskra Ceresit Kielce | Vigo, Hiszpania Widzów: 2500 Sędzia: Renato Arena, Francesco Pagaria |
| 13.12 listopada 199512:15 |                       | 28:24(15:11) |                      | Vigo, Hiszpania Widzów: 2500 Sędzia: Renato Arena, Francesco Pagaria |

| 14.18 listopada 199517:00 | Iskra Ceresit Kielce | 35:29(17:13) | Academia Octavio Vigo | Hala Sportowa, ul. Krakowska 72 Kielce, Polska Widzów: 1200 Sędzia: Władimir Gryzewicz, Leonid Nazaruk |
| 14.18 listopada 199517:00 |                      | 35:29(17:13) |                       | Hala Sportowa, ul. Krakowska 72 Kielce, Polska Widzów: 1200 Sędzia: Władimir Gryzewicz, Leonid Nazaruk |

- Bilans: Academia Octavio Vigo  57:59  Iskra Ceresit Kielce
- Awans:  Iskra Ceresit Kielce

### 1/4 finału
| 15.18 stycznia 199619:30 | Pelister Bitola | 29:19(12:9) | Iskra Ceresit Kielce | Bitola, Macedonia Widzów: 4000 Sędzia: Volker Lienhop, Gerd Meuler |
| 15.18 stycznia 199619:30 |                 | 29:19(12:9) |                      | Bitola, Macedonia Widzów: 4000 Sędzia: Volker Lienhop, Gerd Meuler |

| 16.24 stycznia 199618:00 | Iskra Ceresit Kielce | 30:22(17:12) | Pelister Bitola | Hala Sportowa, ul. Krakowska 72 Kielce, Polska Widzów: 1000 Sędzia: Władimir Kiaczko, Michaił Kisielew |
| 16.24 stycznia 199618:00 |                      | 30:22(17:12) |                 | Hala Sportowa, ul. Krakowska 72 Kielce, Polska Widzów: 1000 Sędzia: Władimir Kiaczko, Michaił Kisielew |

- Bilans: Pelister Bitola  51:49  Iskra Ceresit Kielce
- Awans:  Pelister Bitola

## Sezon 1996/1997 -Liga Mistrzów

### 1/16 finału
| 17.12 października 199618:00 | Iskra Kielce | 22:21(11:11) | Principe Trieste | Hala Sportowa, ul. Krakowska 72 Kielce, Polska Widzów: 1800 Sędzia: Wasyl Fehyr, Dmytro Stehura |
| 17.12 października 199618:00 |              | 22:21(11:11) |                  | Hala Sportowa, ul. Krakowska 72 Kielce, Polska Widzów: 1800 Sędzia: Wasyl Fehyr, Dmytro Stehura |

| 18.19 października 199618:30 | Principe Trieste | 19:16(10:5) | Iskra Kielce | Triest, Włochy Widzów: 1500 Sędzia: Antonio Aires, Antonio Aires |
| 18.19 października 199618:30 |                  | 19:16(10:5) |              | Triest, Włochy Widzów: 1500 Sędzia: Antonio Aires, Antonio Aires |

- Bilans: Iskra Kielce  38:40  Principe Trieste
- Awans:  Principe Trieste

## Sezon 1997/1998 -Puchar EHF

### 1/16 finału
| 19.4 października 199719:00 | Maccabi Rechowot | 27:26(14:13) | Iskra Kielce | Rechowot, Izrael Widzów: 400 Sędzia: Michael Argyrou, Loizos Loizou |
| 19.4 października 199719:00 |                  | 27:26(14:13) |              | Rechowot, Izrael Widzów: 400 Sędzia: Michael Argyrou, Loizos Loizou |

| 20.12 października 199717:00 | Iskra Kielce | 34:28(16:16) | Maccabi Rechowot | Hala Sportowa, ul. Krakowska 72 Kielce, Polska Widzów: 1500 Sędzia: Rudolf Ritter, Štefan Klár |
| 20.12 października 199717:00 |              | 34:28(16:16) |                  | Hala Sportowa, ul. Krakowska 72 Kielce, Polska Widzów: 1500 Sędzia: Rudolf Ritter, Štefan Klár |

- Bilans: Maccabi Rechowot  55:60  Iskra Kielce
- Awans:  Iskra Kielce

### 1/8 finału
| 21.8 listopada 199718:00 | Iskra Kielce | 32:15(17:6) | Pallamano Modena | Hala Sportowa, ul. Krakowska 72 Kielce, Polska Widzów: 1800 Sędzia: Piotr Czuriłow, Wiktor Poladienko |
| 21.8 listopada 199718:00 |              | 32:15(17:6) |                  | Hala Sportowa, ul. Krakowska 72 Kielce, Polska Widzów: 1800 Sędzia: Piotr Czuriłow, Wiktor Poladienko |

| 22.15 listopada 199720:30 | Pallamano Modena | 26:33(12:15) | Iskra Kielce | Modena, Włochy Widzów: 150 Sędzia: Georgi Georgiew, Krasimir Iliew |
| 22.15 listopada 199720:30 |                  | 26:33(12:15) |              | Modena, Włochy Widzów: 150 Sędzia: Georgi Georgiew, Krasimir Iliew |

- Bilans: Iskra Kielce  65:41  Pallamano Modena
- Awans:  Iskra Kielce

### 1/4 finału
| 23.21 lutego 199817:00 | Iskra Kielce | 28:27(16:12) | THW Kiel | Hala Sportowa, ul. Krakowska 72 Kielce, Polska Widzów: 2000 Sędzia: Hakan Küçükyılmaz, Hakan Altan |
| 23.21 lutego 199817:00 |              | 28:27(16:12) |          | Hala Sportowa, ul. Krakowska 72 Kielce, Polska Widzów: 2000 Sędzia: Hakan Küçükyılmaz, Hakan Altan |

| 24.1 marca 199815:30 | THW Kiel | 31:26(16:11) | Iskra Kielce | Kiel, Niemcy Widzów: 6000 Sędzia: Koullis Kaplanis, Telemachos Savvides |
| 24.1 marca 199815:30 |          | 31:26(16:11) |              | Kiel, Niemcy Widzów: 6000 Sędzia: Koullis Kaplanis, Telemachos Savvides |

- Bilans: Iskra Kielce  54:58  THW Kiel
- Awans:  THW Kiel

## Sezon 1998/1999 -Liga Mistrzów

### 1/16 finału
| 25.4 października 199816:30 | Pfadi Winterthur | 35:24(17:11) | Iskra/Lider Market Kielce | Winterthur, Szwajcaria Widzów: 1700 Sędzia: Václav Kohout, Ivan Dolejš |
| 25.4 października 199816:30 |                  | 35:24(17:11) |                           | Winterthur, Szwajcaria Widzów: 1700 Sędzia: Václav Kohout, Ivan Dolejš |

| 26.11 października 199818:00 | Iskra/Lider Market Kielce | 32:27(13:15) | Pfadi Winterthur | Hala Sportowa, ul. Krakowska 72 Kielce, Polska Widzów: 1000 Sędzia: Svein Olav Oie, Bjorn Hogsnes |
| 26.11 października 199818:00 |                           | 32:27(13:15) |                  | Hala Sportowa, ul. Krakowska 72 Kielce, Polska Widzów: 1000 Sędzia: Svein Olav Oie, Bjorn Hogsnes |

- Bilans: Pfadi Winterthur  62:56  Iskra/Lider Market Kielce
- Awans:  Pfadi Winterthur

## Sezon 1999/2000 -Liga Mistrzów

### 1/16 finału
| 27.3 października 199916:30 | HK Drott Halmstad | 37:36(15:17) | Iskra/Lider Market Kielce | Halmstad, Szwecja Widzów: 600 Sędzia: Ger Scholtens, Rene Stolk |
| 27.3 października 199916:30 |                   | 37:36(15:17) |                           | Halmstad, Szwecja Widzów: 600 Sędzia: Ger Scholtens, Rene Stolk |

| 28.9 października 199819:00 | Iskra/Lider Market Kielce | 25:23(15:8) | HK Drott Halmstad | Hala Sportowa, ul. Krakowska 72 Kielce, Polska Widzów: 1500 Sędzia: Valdemaras Liachovičius, Gintaras Paškevičius |
| 28.9 października 199819:00 |                           | 25:23(15:8) |                   | Hala Sportowa, ul. Krakowska 72 Kielce, Polska Widzów: 1500 Sędzia: Valdemaras Liachovičius, Gintaras Paškevičius |

- Bilans: HK Drott Halmstad  60:61  Iskra/Lider Market Kielce
- Awans:  Iskra/Lider Market Kielce

### Faza grupowa (grupa B)
| 29.30 października 199918:00 | Iskra/Lider Market Kielce | 25:30(13:14) | Celje Pivovarna Laško | Hala Sportowa, ul. Krakowska 72 Kielce, Polska Widzów: 2000 Sędzia: Peter Hansson, Peter Olsson |
| 29.30 października 199918:00 |                           | 25:30(13:14) |                       | Hala Sportowa, ul. Krakowska 72 Kielce, Polska Widzów: 2000 Sędzia: Peter Hansson, Peter Olsson |

| 30.6 listopada 199917:00 | Hapoel Riszon le-Cijjon | 37:30(22:10) | Iskra/Lider Market Kielce | Riszon le-Cijjon, Izrael Widzów: 1000 Sędzia: Vlado Pendić, Radomir Majstorović |
| 30.6 listopada 199917:00 |                         | 37:30(22:10) |                           | Riszon le-Cijjon, Izrael Widzów: 1000 Sędzia: Vlado Pendić, Radomir Majstorović |

| 31.14 listopada 199918:00 | Iskra/Lider Market Kielce | 26:23(14:13) | H.C. Alpi Prato | Hala Sportowa, ul. Krakowska 72 Kielce, Polska Widzów: 1500 Sędzia: Paul Soika, Kurt Roger Sjölund |
| 31.14 listopada 199918:00 |                           | 26:23(14:13) |                 | Hala Sportowa, ul. Krakowska 72 Kielce, Polska Widzów: 1500 Sędzia: Paul Soika, Kurt Roger Sjölund |

| 32.20 listopada 199918:00 | Iskra/Lider Market Kielce | 28:25(17:11) | Hapoel Riszon le-Cijjon | Hala Sportowa, ul. Krakowska 72 Kielce, Polska Widzów: 2000 Sędzia: Henrik La Cour Laursen, Jens Carl Nielsen |
| 32.20 listopada 199918:00 |                           | 28:25(17:11) |                         | Hala Sportowa, ul. Krakowska 72 Kielce, Polska Widzów: 2000 Sędzia: Henrik La Cour Laursen, Jens Carl Nielsen |

| 33.27 listopada 199919:00 | Celje Pivovarna Laško | 40:32(20:13) | Iskra/Lider Market Kielce | Celje, Słowenia Widzów: 2000 Sędzia: Juri Litvinov, Valeri Khudoerko |
| 33.27 listopada 199919:00 |                       | 40:32(20:13) |                           | Celje, Słowenia Widzów: 2000 Sędzia: Juri Litvinov, Valeri Khudoerko |

| 34.4 grudnia 199921:00 | H.C. Alpi Prato | 31:32(14:16) | Iskra/Lider Market Kielce | Prato, Włochy Widzów: 400 Sędzia: Željko Krajc, Vlado Živolić |
| 34.4 grudnia 199921:00 |                 | 31:32(14:16) |                           | Prato, Włochy Widzów: 400 Sędzia: Željko Krajc, Vlado Živolić |

## Sezon 2000/2001 -Puchar Zdobywców Pucharów

### Runda 3.
| 35.11 listopada 200017:00 | Strzelec/Lider Market Kielce | 42:26(22:12) | Kaustik Volgograd | Hala Sportowa, ul. Krakowska 72 Kielce, Polska Widzów: 1500 Sędzia: Jan Rudinsky, Ladislav Podlucky |
| 35.11 listopada 200017:00 |                              | 42:26(22:12) |                   | Hala Sportowa, ul. Krakowska 72 Kielce, Polska Widzów: 1500 Sędzia: Jan Rudinsky, Ladislav Podlucky |

| 36.18 listopada 200016:00 | Kaustik Volgograd | 26:19(13:8) | Strzelec/Lider Market Kielce | Wołgograd, Rosja Widzów: 3500 Sędzia: Itzhak Hart, Rafi Yakobovitz |
| 36.18 listopada 200016:00 |                   | 26:19(13:8) |                              | Wołgograd, Rosja Widzów: 3500 Sędzia: Itzhak Hart, Rafi Yakobovitz |

- Bilans: Strzelec/Lider Market Kielce  61:52  Kaustik Volgograd
- Awans:  Strzelec/Lider Market Kielce

### Runda 4.
| 37.10 grudnia 200016:30 | Strzelec/Lider Market Kielce | 25:26(13:12) | TV Grosswallstadt | Hala Sportowa, ul. Krakowska 72 Kielce, Polska Widzów: 1800 Sędzia: Ihar Yudchyts, Siarhei Kot |
| 37.10 grudnia 200016:30 |                              | 25:26(13:12) |                   | Hala Sportowa, ul. Krakowska 72 Kielce, Polska Widzów: 1800 Sędzia: Ihar Yudchyts, Siarhei Kot |

| 38.17 grudnia 200017:00 | TV Grosswallstadt | 25:19(14:9) | Strzelec/Lider Market Kielce | Großwallstadt, Niemcy Widzów: 1000 Sędzia: Jan Rudinsky, Ladislav Podlucky |
| 38.17 grudnia 200017:00 |                   | 25:19(14:9) |                              | Großwallstadt, Niemcy Widzów: 1000 Sędzia: Jan Rudinsky, Ladislav Podlucky |

- Bilans: Strzelec/Lider Market Kielce  44:51  TV Grosswallstadt
- Awans:  TV Grosswallstadt

## Sezon 2001/2002 -Puchar EHF

### Runda 1.
| 39.9 września 200118:00 | Strzelec/Lider Market Kielce | 35:26(15:15) | Lusis Akademikas Kaunas | Hala Sportowa, ul. Krakowska 72 Kielce, Polska Widzów: 1500 Sędzia: Petr Polacek, Petr Pesta |
| 39.9 września 200118:00 |                              | 35:26(15:15) |                         | Hala Sportowa, ul. Krakowska 72 Kielce, Polska Widzów: 1500 Sędzia: Petr Polacek, Petr Pesta |

| 40.16 września 200113:00 | Lusis Akademikas Kaunas | 30:24(13:15) | Strzelec/Lider Market Kielce | Kowno, Litwa Widzów: 300 Sędzia: Paul Soika, Kurt Roger Sjölund |
| 40.16 września 200113:00 |                         | 30:24(13:15) |                              | Kowno, Litwa Widzów: 300 Sędzia: Paul Soika, Kurt Roger Sjölund |

- Bilans: Strzelec/Lider Market Kielce  59:56  Lusis Akademikas Kaunas
- Awans:  Strzelec/Lider Market Kielce

### Runda 2.
| 41.7 października 200117:00 | Strzelec/Lider Market Kielce | 29:29(15:14) | Haukar Hafnarfjörður | Hala Sportowa, ul. Krakowska 72 Kielce, Polska Widzów: 1400 Sędzia: Juri Litvinov, Valeri Khudoerko |
| 41.7 października 200117:00 |                              | 29:29(15:14) |                      | Hala Sportowa, ul. Krakowska 72 Kielce, Polska Widzów: 1400 Sędzia: Juri Litvinov, Valeri Khudoerko |

| 42.13 października 200116:30 | Haukar Hafnarfjörður | 33:27(18:11) | Strzelec/Lider Market Kielce | Hafnarfjörður, Islandia Widzów: 1300 Sędzia: Gilles Bord, Olivier Buy |
| 42.13 października 200116:30 |                      | 33:27(18:11) |                              | Hafnarfjörður, Islandia Widzów: 1300 Sędzia: Gilles Bord, Olivier Buy |

- Bilans: Strzelec/Lider Market Kielce  56:62  Haukar Hafnarfjörður
- Awans:  Haukar Hafnarfjörður

## Sezon 2002/2003 -Puchar Challenge

### Runda 3.
| 43.9 listopada 200218:00 | Vive Kielce | 25:22(11:9) | G.A.C. Kilkis | Kilkis, Grecja Widzów: 500 Sędzia: Vladimir Sokol, Josip Posavec |
| 43.9 listopada 200218:00 |             | 25:22(11:9) |               | Kilkis, Grecja Widzów: 500 Sędzia: Vladimir Sokol, Josip Posavec |

| 44.11 listopada 200218:00 | G.A.C. Kilkis | 34:32(11:15) | Vive Kielce | Kilkis, Grecja Widzów: 450 Sędzia: Vladimir Sokol, Josip Posavec |
| 44.11 listopada 200218:00 |               | 34:32(11:15) |             | Kilkis, Grecja Widzów: 450 Sędzia: Vladimir Sokol, Josip Posavec |

- Bilans: Vive Kielce  57:56  G.A.C. Kilkis
- Awans:  Vive Kielce

### Runda 4.
| 45.7 grudnia 200218:00 | Vive Kielce | 34:28(19:14) | Beşiktaş Istanbul | Hala Sportowa, ul. Krakowska 72 Kielce, Polska Widzów: 1200 Sędzia: Ihar Yudchyts, Siarhei Kot |
| 45.7 grudnia 200218:00 |             | 34:28(19:14) |                   | Hala Sportowa, ul. Krakowska 72 Kielce, Polska Widzów: 1200 Sędzia: Ihar Yudchyts, Siarhei Kot |

| 46.14 grudnia 200217:00 | Beşiktaş Istanbul | 32:25(16:10) | Vive Kielce | Stambuł, Turcja Widzów: 650 Sędzia: Ivan Kostov, Milen Kostov |
| 46.14 grudnia 200217:00 |                   | 32:25(16:10) |             | Stambuł, Turcja Widzów: 650 Sędzia: Ivan Kostov, Milen Kostov |

- Bilans: Vive Kielce  59:60  Beşiktaş Istanbul
- Awans:  Beşiktaş Istanbul

## Sezon 2003/2004 -Liga Mistrzów

### Faza grupowa (grupa G)
| 47.11 października 200315:00 | Vive Kielce | 25:25(11:12) | Skjern Håndbold | Hala Sportowa, ul. Krakowska 72 Kielce, Polska Widzów: 1500 Sędzia: Zeljko Krajc, Vlado Zivolic |
| 47.11 października 200315:00 | Karol Bielecki 13 · Filip Kliszczyk 4 · Patryk Kuchczyński 3 · Aleksander Litowski 2 · Radosław Wasiak 1 · Jurij Hiliuk 1 | 25:25(11:12) | 6 Jesper Jensen · 5 Mikkel Aagaard · 4 Thomas Klitgaard · 4 Lars Møller Madsen · 2 Claus Baltzer Hansen · 2 Michael V. Knudsen · 2 Henrik Lykke Sloth | Hala Sportowa, ul. Krakowska 72 Kielce, Polska Widzów: 1500 Sędzia: Zeljko Krajc, Vlado Zivolic |
| 47.11 października 200315:00 | 3× · 2× | 25:25(11:12) | 3× · 3× | Hala Sportowa, ul. Krakowska 72 Kielce, Polska Widzów: 1500 Sędzia: Zeljko Krajc, Vlado Zivolic |

| 48.18 października 200318:00 | Fotex Veszprém | 31:24(21:12) | Vive Kielce | Veszprém, Węgry Widzów: 2000 Sędzia: Slobodan Visekruna, Zoran Stanojevic |
| 48.18 października 200318:00 | Dániel Buday 8 · Kirił Łazarow 7 · István Pásztor 6 · Ratko Nikolić 3 · Mirza Džomba 2 · Gergő Iváncsik 2 · Slavko Goluža 1 · Péter Gulyás 1 · György Zsigmond 1 | 31:24(21:12) | 10 Karol Bielecki · 6 Radosław Wasiak · 3 Jurij Hiliuk · 3 Wojciech Zydroń · 1 Filip Kliszczyk · 1 Aleksander Litowski | Veszprém, Węgry Widzów: 2000 Sędzia: Slobodan Visekruna, Zoran Stanojevic |
| 48.18 października 200318:00 | 5× · 3× | 31:24(21:12) | 5× · 3× · 1× | Veszprém, Węgry Widzów: 2000 Sędzia: Slobodan Visekruna, Zoran Stanojevic |

| 49.9 listopada 200317:15 | RK Bosna Sarajewo | 31:32(16:15) | Vive Kielce | Sarajewo, Bośnia i Hercegowina Widzów: 3000 Sędzia: Radoslav Kavulič, Milan Sivák |
| 49.9 listopada 200317:15 | Jasmin Jahic 6 · Emir Sahinovic 6 · Fuad Malagic 5 · Edhem Sirčo 5 · Muhamed Toromanović 3 · Nermin Basic 2 · Ivan Divkovic 2 · Almir Kahriman 2 | 31:32(16:15) | 13 Karol Bielecki · 8 Wojciech Zydroń · 3 Andrzej Bystram · 3 Radosław Wasiak · 2 Filip Kliszczyk · 1 Jurij Hiliuk · 1 Patryk Kuchczyński · 1 Paweł Sieczka | Sarajewo, Bośnia i Hercegowina Widzów: 3000 Sędzia: Radoslav Kavulič, Milan Sivák |
| 49.9 listopada 200317:15 | 6× · 2× · 1× | 31:32(16:15) | 8× · 2× | Sarajewo, Bośnia i Hercegowina Widzów: 3000 Sędzia: Radoslav Kavulič, Milan Sivák |

| 50.15 listopada 200318:30 | Vive Kielce | 30:41(19:19) | Fotex Veszprém | Hala Sportowa, ul. Krakowska 72 Kielce, Polska Widzów: 1500 Sędzia: Kenneth Abrahamsen, Arne M. Kristiansen |
| 50.15 listopada 200318:30 | Karol Bielecki 11 · Jurij Hiliuk 6 · Filip Kliszczyk 4 · Wojciech Zydroń 4 · Aleksander Litowski 2 · Patryk Kuchczyński 1 · Paweł Sieczka 1 · Radosław Wasiak 1 | 30:41(19:19) | 8 Mirza Džomba · 8 Kirił Łazarow · 7 Dániel Buday · 7 Ratko Nikolić · 4 István Pásztor · 3 Gergő Iváncsik · 2 Péter Gulyás · 1 Ivo Díaz · 1 Slavko Goluža | Hala Sportowa, ul. Krakowska 72 Kielce, Polska Widzów: 1500 Sędzia: Kenneth Abrahamsen, Arne M. Kristiansen |
| 50.15 listopada 200318:30 | 5× · 2× | 30:41(19:19) | 3× · 3× | Hala Sportowa, ul. Krakowska 72 Kielce, Polska Widzów: 1500 Sędzia: Kenneth Abrahamsen, Arne M. Kristiansen |

| 51.22 listopada 200316:15 | Skjern Håndbold | 26:22(14:15) | Vive Kielce | Skjern, Dania Widzów: 1300 Sędzia: Tomo Vodopivec, Robert Krašna |
| 51.22 listopada 200316:15 | Michael V. Knudsen 6 · Lars Møller Madsen 6 · Claus Baltzer Hansen 5 · Jesper Jensen 5 · Henrik Lykke Sloth 2 · Thomas Klitgaard 1 · John Myrup 1 | 26:22(14:15) | 5 Jurij Hiliuk · 4 Patryk Kuchczyński · 3 Karol Bielecki · 3 Filip Kliszczyk · 3 Radosław Wasiak · 2 Aleksander Litowski · 1 Paweł Sieczka · 1 Wojciech Zydroń | Skjern, Dania Widzów: 1300 Sędzia: Tomo Vodopivec, Robert Krašna |
| 51.22 listopada 200316:15 | 3× · 3× · 1× | 26:22(14:15) | 7× · 2× · 1× | Skjern, Dania Widzów: 1300 Sędzia: Tomo Vodopivec, Robert Krašna |

| 52.28 listopada 200318:30 | Vive Kielce | 26:23(12:14) | RK Bosna Sarajewo | Hala Sportowa, ul. Krakowska 72 Kielce, Polska Widzów: 1100 Sędzia: Zigmārs Stoļarovs, Renārs Līcis |
| 52.28 listopada 200318:30 | Karol Bielecki 12 · Jurij Hiliuk 5 · Aleksander Litowski 2 · Paweł Sieczka 2 · Radosław Wasiak 2 · Wojciech Zydroń 2 · Patryk Kuchczyński 1 | 26:23(12:14) | 6 Emir Sahinovic · 5 Almir Kahriman · 5 Edhem Sirčo · 3 Jasmin Jahic · 2 Fuad Malagic · 1 Samir Andelija · 1 Nermin Basic | Hala Sportowa, ul. Krakowska 72 Kielce, Polska Widzów: 1100 Sędzia: Zigmārs Stoļarovs, Renārs Līcis |
| 52.28 listopada 200318:30 | 4× · 2× | 26:23(12:14) | 3× · 3× | Hala Sportowa, ul. Krakowska 72 Kielce, Polska Widzów: 1100 Sędzia: Zigmārs Stoļarovs, Renārs Līcis |

## Sezon 2003/2004 -Puchar Zdobywców Pucharów

### 1/8 finału
| 53.13 grudnia 200319:00 | Vive Kielce | 25:25(12:13) | RK Gorenje Velenje | Velenje, Słowenia Widzów: 800 Sędzia: Radoslav Kavulič, Milan Sivák |
| 53.13 grudnia 200319:00 |             | 25:25(12:13) |                    | Velenje, Słowenia Widzów: 800 Sędzia: Radoslav Kavulič, Milan Sivák |

| 54.15 grudnia 200317:00 | RK Gorenje Velenje | 24:21(12:7) | Vive Kielce | Velenje, Słowenia Widzów: 900 Sędzia: Radoslav Kavulič, Milan Sivák |
| 54.15 grudnia 200317:00 |                    | 24:21(12:7) |             | Velenje, Słowenia Widzów: 900 Sędzia: Radoslav Kavulič, Milan Sivák |

- Bilans: Vive Kielce  46:49  RK Gorenje Velenje
- Awans:  RK Gorenje Velenje

## Sezon 2004/2005 -Puchar Zdobywców Pucharów

### Runda 2.
| 55.10 października 200412:30 | BM Valladolid | 33:25(16:9) | Vive Kielce | Valladolid, Hiszpania Widzów: 3500 Sędzia: Bernd Rosskamp, Freddy Rothkranz |
| 55.10 października 200412:30 |               | 33:25(16:9) |             | Valladolid, Hiszpania Widzów: 3500 Sędzia: Bernd Rosskamp, Freddy Rothkranz |

| 56.17 października 200416:00 | Vive Kielce | 25:23(10:11) | BM Valladolid | Hala Sportowa, ul. Krakowska 72 Kielce, Polska Widzów: 1500 Sędzia: Eduard Borisov, Oleg Tarasikov |
| 56.17 października 200416:00 |             | 25:23(10:11) |               | Hala Sportowa, ul. Krakowska 72 Kielce, Polska Widzów: 1500 Sędzia: Eduard Borisov, Oleg Tarasikov |

- Bilans: BM Valladolid  56:50  Vive Kielce
- Awans:  BM Valladolid

## Sezon 2005/2006 -Puchar EHF

### Runda 3.
| 57.5 listopada 200517:30 | Grasshopper-Club Zürich | 33:29(18:16) | Vive Kielce | Zurych, Szwajcaria Widzów: 400 Sędzia: Gregorio Muro San Jose, Alfonso Rodriguez Murcia |
| 57.5 listopada 200517:30 | Severin Brüngger 8 · Damian Moszczyński 6 · Michel Stauber 6 · Radoslav Antl 5 · Ntinos Xantziaras 5 · Pascal Jenny 1 · Filip Kliszczyk 1 · Marko Vukelic 1 | 33:29(18:16) | 6 Tomasz Rosiński · 5 Dzmitryj Nikulenkau · 4 Paweł Podsiadło · 3 Jurij Hiliuk · 3 Patryk Kuchczyński · 3 Wojciech Zydroń · 2 Radosław Wasiak · 1 Paweł Nikiforow · 1 Michał Salami · 1 Paweł Sieczka | Zurych, Szwajcaria Widzów: 400 Sędzia: Gregorio Muro San Jose, Alfonso Rodriguez Murcia |
| 57.5 listopada 200517:30 | 4× · 3× | 33:29(18:16) | 5× · 3× | Zurych, Szwajcaria Widzów: 400 Sędzia: Gregorio Muro San Jose, Alfonso Rodriguez Murcia |

| 58.12 listopada 200518:00 | Vive Kielce | 33:25(14:15) | Grasshopper-Club Zürich | Hala Sportowa, ul. Krakowska 72 Kielce, Polska Widzów: 1500 Sędzia: Nordine Lazaar, Laurent Reveret |
| 58.12 listopada 200518:00 | Patryk Kuchczyński 7 · Paweł Podsiadło 7 · Wojciech Zydroń 7 · Tomasz Rosiński 3 · Paweł Sieczka 3 · Jurij Hiliuk 2 · Paweł Nikiforow 2 · Dzmitryj Nikulenkau 1 · Radosław Wasiak 1 | 33:25(14:15) | 5 Damian Moszczyński · 5 Marko Vukelic · 4 Andre Schmid · 2 Radoslav Antl · 2 Severin Brüngger · 2 Daniel Fellmann · 2 Pascal Jenny · 2 Filip Kliszczyk · 1 Ntinos Xantziaras | Hala Sportowa, ul. Krakowska 72 Kielce, Polska Widzów: 1500 Sędzia: Nordine Lazaar, Laurent Reveret |
| 58.12 listopada 200518:00 | 9× · 4× · 1× | 33:25(14:15) | 7× · 2× | Hala Sportowa, ul. Krakowska 72 Kielce, Polska Widzów: 1500 Sędzia: Nordine Lazaar, Laurent Reveret |

- Bilans: Grasshopper-Club Zürich  58:62  Vive Kielce
- Awans:  Vive Kielce

### 1/8 finału
| 59.3 grudnia 200518:00 | Vive Kielce | 37:30(16:16) | Viborg HK | Hala Sportowa, ul. Krakowska 72 Kielce, Polska Widzów: 1500 Sędzia: Vasile Pavel, Eugen-Marian State |
| 59.3 grudnia 200518:00 | Wojciech Zydroń 7 · Patryk Kuchczyński 6 · Paweł Podsiadło 6 · Jurij Hiliuk 4 · Tomasz Rosiński 4 · Piotr Grabarczyk 3 · Radosław Wasiak 3 · Paweł Nikiforow 2 · Dzmitryj Nikulenkau 1 · Paweł Sieczka 1 | 37:30(16:16) | 11 Andreas Toudahl · 5 Torben Winther · 4 Hans Lindberg · 3 Morten Bjerre · 2 Torben Dyring · 2 Nikolaj Jacobsen · 2 Rene Toft Hansen · 1 Per Leegaard | Hala Sportowa, ul. Krakowska 72 Kielce, Polska Widzów: 1500 Sędzia: Vasile Pavel, Eugen-Marian State |
| 59.3 grudnia 200518:00 | 4× · 2× | 37:30(16:16) | 1× · 2× | Hala Sportowa, ul. Krakowska 72 Kielce, Polska Widzów: 1500 Sędzia: Vasile Pavel, Eugen-Marian State |

| 60.10 grudnia 200516:30 | Viborg HK | 39:39(20:19) | Vive Kielce | Viborg, Dania Widzów: 1200 Sędzia: Alexandr Covalciuc, Anatolie Covalciuc |
| 60.10 grudnia 200516:30 | Morten Bjerre 9 · Andreas Toudahl 9 · Hans Lindberg 8 · Torben Winther 4 · Ole Bitsch 3 · Rene Toft Hansen 3 · Per Leegaard 2 · Nicolai Hansen 1 | 39:39(20:19) | 7 Patryk Kuchczyński · 7 Wojciech Zydroń · 6 Jurij Hiliuk · 5 Tomasz Rosiński · 5 Radosław Wasiak · 4 Paweł Podsiadło · 3 Piotr Grabarczyk · 1 Łukasz Janyst · 1 Dzmitryj Nikulenkau | Viborg, Dania Widzów: 1200 Sędzia: Alexandr Covalciuc, Anatolie Covalciuc |
| 60.10 grudnia 200516:30 | 3× · 3× | 39:39(20:19) | 9× · 2× | Viborg, Dania Widzów: 1200 Sędzia: Alexandr Covalciuc, Anatolie Covalciuc |

- Bilans: Vive Kielce  76:69  Viborg HK
- Awans:  Vive Kielce

### 1/4 finału
| 61.25 lutego 200616:00 | Vive Kielce | 21:35(9:17) | US Créteil HB | Hala Sportowa, ul. Krakowska 72 Kielce, Polska Widzów: 1200 Sędzia: Gerhard Reisinger, Christian Kaschütz |
| 61.25 lutego 200616:00 |             | 21:35(9:17) |               | Hala Sportowa, ul. Krakowska 72 Kielce, Polska Widzów: 1200 Sędzia: Gerhard Reisinger, Christian Kaschütz |

| 62.5 marca 200616:00 | US Créteil HB | 26:34(12:11) | Vive Kielce | Créteil, Francja Widzów: 2300 Sędzia: Michele Falcone, Felix Rätz |
| 62.5 marca 200616:00 |               | 26:34(12:11) |             | Créteil, Francja Widzów: 2300 Sędzia: Michele Falcone, Felix Rätz |

- Bilans: Vive Kielce  55:61  US Créteil HB
- Awans:  US Créteil HB

## Sezon 2006/2007 -Puchar Zdobywców Pucharów

### Runda 2.
| 63.30 września 200620:00 | Vive Kielce | 33:28(18:18) | ZTR Zaporoże | Hala Legionów, Kielce, Polska Widzów: 2500 Sędzia: Saulius Zvironas, Algis Mikucionis |
| 63.30 września 200620:00 | Patryk Kuchczyński 7 · Mladen Čačič 6 · Michał Jurecki 5 · Paweł Podsiadło 5 · Bartosz Konitz 3 · Radosław Wasiak 3 · Mateusz Jachlewski 2 · Piotr Grabarczyk 1 · Dzmitryj Nikulenkau 1 | 33:28(18:18) | 10 Sergiy Onufryienko · 5 Witalij Nat · 5 Oleksandr Pedan · 3 Pavlo Gurkovsky · 3 Serhiy Lyubchenko · 2 Igor Andryushchenko | Hala Legionów, Kielce, Polska Widzów: 2500 Sędzia: Saulius Zvironas, Algis Mikucionis |
| 63.30 września 200620:00 | 4× · 2× | 33:28(18:18) | 8× · 3× · 2× | Hala Legionów, Kielce, Polska Widzów: 2500 Sędzia: Saulius Zvironas, Algis Mikucionis |

| 64.8 października 200617:00 | ZTR Zaporoże | 23:18(10:5) | Vive Kielce | Zaporoże, Ukraina Widzów: 1500 Sędzia: Libor Skruzny , Radoslav Kavulič |
| 64.8 października 200617:00 | Igor Andryushchenko 7 · Oleksandr Pedan 6 · Sergiy Onufryienko 4 · Pavlo Gurkovsky 2 · Witalij Nat 2 · Ruslan Prudius 2 | 23:18(10:5) | 5 Patryk Kuchczyński · 4 Mladen Čačič · 3 Dzmitryj Nikulenkau · 2 Michał Jurecki · 2 Radosław Wasiak · 1 Mateusz Jachlewski · 1 Paweł Podsiadło | Zaporoże, Ukraina Widzów: 1500 Sędzia: Libor Skruzny , Radoslav Kavulič |
| 64.8 października 200617:00 | 2× · 2× · 1× | 23:18(10:5) | 7× · 2× | Zaporoże, Ukraina Widzów: 1500 Sędzia: Libor Skruzny , Radoslav Kavulič |

- Bilans: Vive Kielce  51:51  ZTR Zaporoże
- Awans:  ZTR Zaporoże

## Sezon 2007/2008 -Puchar EHF

### Runda 3.
| 65.16 listopada 200719:00 | Vive Kielce | 46:25(18:10) | Madeira Andebol SAD | Hala Legionów, Kielce, Polska Widzów: 3000 Sędzia: Zoran Naumovski, Vasil Cavdarov |
| 65.16 listopada 200719:00 | Michał Bartczak 7 · Mladen Čačič 7 · Mateusz Jachlewski 6 · Bartosz Konitz 5 · Daniel Żółtak 5 · Paweł Podsiadło 4 · Michał Chodara 3 · Władimir Ilin 3 · Dzmitryj Nikulenkau 3 · Tomasz Rosiński 3 | 46:25(18:10) | 8 Yuriy Kostetskiy · 6 Gonçalo Vieira · 4 Duarte Andrade · 2 Carlos Galambas · 2 João Mendes · 1 Pedro Correia · 1 João Teixeira · 1 Paulo Vieira | Hala Legionów, Kielce, Polska Widzów: 3000 Sędzia: Zoran Naumovski, Vasil Cavdarov |
| 65.16 listopada 200719:00 | 5× · 2× | 46:25(18:10) | 1× · 2× | Hala Legionów, Kielce, Polska Widzów: 3000 Sędzia: Zoran Naumovski, Vasil Cavdarov |

| 66.18 listopada 200714:45 | Madeira Andebol SAD | 30:38(17:20) | Vive Kielce | Hala Legionów, Kielce, Polska Widzów: 3000 Sędzia: Zoran Naumovski, Vasil Cavdarov |
| 66.18 listopada 200714:45 | Pedro Correia 6 · Yuriy Kostetskiy 6 · João Teixeira 6 · Paulo Vieira 6 · João Mendes 3 · Gonçalo Vieira 2 · Goran Kuzmanoski 1 | 30:38(17:20) | 8 Mateusz Jachlewski · 5 Dzmitryj Nikulenkau · 4 Michał Bartczak · 4 Mladen Čačič · 4 Tomasz Rosiński · 3 Władimir Ilin · 3 Paweł Podsiadło · 3 Daniel Żółtak · 2 Michał Chodara · 2 Bartosz Konitz | Hala Legionów, Kielce, Polska Widzów: 3000 Sędzia: Zoran Naumovski, Vasil Cavdarov |
| 66.18 listopada 200714:45 | 2× · 3× | 30:38(17:20) | 4× · 3× · 1× | Hala Legionów, Kielce, Polska Widzów: 3000 Sędzia: Zoran Naumovski, Vasil Cavdarov |

- Bilans: Vive Kielce  84:55  Madeira Andebol SAD
- Awans:  Vive Kielce

### 1/8 finału
| 67.9 lutego 200820:30 | Chambéry Savoie HB | 42:22(21:12) | Vive Kielce | Chambéry, Francja Widzów: 1500 Sędzia: Robert Hintenaus, Peter Schneider |
| 67.9 lutego 200820:30 | Cédric Paty 9 · Daniel Narcisse 7 · Karel Nocar 5 · Bertrand Roiné 5 · Xavier Barachet 3 · Benjamin Gille 3 · Jure Natek 3 · Laurent Busselier 2 · Maxime Cherblanc 2 · Guillaume Joli 2 · Jackson Richardson 1 | 42:22(21:12) | 6 Tomasz Rosiński · 5 Paweł Podsiadło · 4 Mateusz Jachlewski · 3 Patryk Kuchczyński · 2 Daniel Żółtak · 1 Michał Chodara · 1 Wojciech Zydroń | Chambéry, Francja Widzów: 1500 Sędzia: Robert Hintenaus, Peter Schneider |
| 67.9 lutego 200820:30 | 3× | 42:22(21:12) | 3× · 2× · 2× | Chambéry, Francja Widzów: 1500 Sędzia: Robert Hintenaus, Peter Schneider |

| 68.16 lutego 200818:15 | Vive Kielce | 32:28(13:16) | Chambéry Savoie HB | Hala Legionów, Kielce, Polska Widzów: 3000 Sędzia: Aleksandrs Rutkovskis, Uldis Dzerve |
| 68.16 lutego 200818:15 | Mateusz Jachlewski 5 · Paweł Podsiadło 5 · Mikhail Usachov 5 · Michał Bartczak 4 · Bartosz Konitz 4 · Michał Chodara 3 · Daniel Żółtak 3 · Tomasz Rosiński 2 · Mateusz Zaremba 1 | 32:28(13:16) | 9 Cédric Jeauneau · 5 Laurent Busselier · 4 Jure Natek · 3 Simon Jean-Paul Clemencon · 2 Florian Botti · 2 Zacharia N’Diaye · 1 Benjamin Gille · 1 Guillaume Joli · 1 Cédric Paty | Hala Legionów, Kielce, Polska Widzów: 3000 Sędzia: Aleksandrs Rutkovskis, Uldis Dzerve |
| 68.16 lutego 200818:15 | 2× · 3× | 32:28(13:16) | 2× · 3× | Hala Legionów, Kielce, Polska Widzów: 3000 Sędzia: Aleksandrs Rutkovskis, Uldis Dzerve |

- Bilans: Chambéry Savoie HB  70:54  Vive Kielce
- Awans:  Chambéry Savoie HB

## Sezon 2008/2009 -Puchar Zdobywców Pucharów

### Runda 1.
| 69.6 września 200819:30 | Vive Kielce | 47:21(24:9) | KH BESA Famiglia                                                                                           | Hala Legionów, Kielce, Polska Widzów: 1400 Sędzia: Urmo Sitsi, Toomas Heinla |
| 69.6 września 200819:30 | Paweł Piwko 8 · Michał Chodara 6 · Tomasz Rosiński 6 · Kamil Sadowski 6 · Mateusz Jachlewski 5 · Patryk Kuchczyński 5 · Mateusz Zaremba 4 · Bartosz Konitz 3 · Michał Stankiewicz 2 · Paweł Podsiadło 1 · Daniel Żółtak 1 | 47:21(24:9) | 10 Arben Muqolli · 4 Risto Trajkovski · 3 Aldrin Zekaj · 2 Arben Parduzi · 1 Ekrem Maloku · 1 Hameza Xhuka | Hala Legionów, Kielce, Polska Widzów: 1400 Sędzia: Urmo Sitsi, Toomas Heinla |
| 69.6 września 200819:30 | 4× · 3× | 47:21(24:9) | 2× · 3× | Hala Legionów, Kielce, Polska Widzów: 1400 Sędzia: Urmo Sitsi, Toomas Heinla |

| 70.7 września 200817:00 | KH BESA Famiglia | 15:41(9:24) | Vive Kielce | Hala Legionów, Kielce, Polska Widzów: 1550 Sędzia: Urmo Sitsi, Toomas Heinla |
| 70.7 września 200817:00 | Arben Muqolli 5 · Ekrem Maloku 2 · Arben Parduzi 2 · Edmond Vokshi 2 · Aldrin Zekaj 2 · Risto Trajkovski 1 · Hameza Xhuka 1 | 15:41(9:24) | 7 Michał Stankiewicz · 5 Kamil Sadowski · 4 Paweł Gawęcki · 4 Patryk Kuchczyński · 4 Paweł Piwko · 4 Tomasz Rosiński · 3 Mateusz Jachlewski · 3 Bartosz Konitz · 2 Michał Chodara · 2 Piotr Grabarczyk · 2 Paweł Podsiadło · 1 Mateusz Zaremba | Hala Legionów, Kielce, Polska Widzów: 1550 Sędzia: Urmo Sitsi, Toomas Heinla |
| 70.7 września 200817:00 | 4× · 2× · 2× | 15:41(9:24) | 4× · 3× | Hala Legionów, Kielce, Polska Widzów: 1550 Sędzia: Urmo Sitsi, Toomas Heinla |

- Bilans: Vive Kielce  88:36  KH BESA Famiglia
- Awans:  Vive Kielce

### Runda 2.
| 71.11 października 200817:30 | Vive Kielce | 27:21(9:11) | HCM Constanța | Hala Legionów, Kielce, Polska Widzów: 3000 Sędzia: Vjekoslav Lovric, Hrvoje Petkovic |
| 71.11 października 200817:30 | Bartosz Konitz 6 · Kamil Krieger 4 · Patryk Kuchczyński 4 · Mateusz Zaremba 4 · Mateusz Jachlewski 3 · Paweł Podsiadło 3 · Michał Stankiewicz 2 · Tomasz Rosiński 1 | 27:21(9:11) | 5 Laurenţiu Toma · 4 George Ionut Buricea · 4 Alexandru Csepreghi · 2 Petr Hejtmanek · 2 Daniel Mureșan · 1 Aleksandar Adzic · 1 Krešimir Ivanković · 1 Istvan Timuzsin Schuch · 1 Bogdan Soldănescu | Hala Legionów, Kielce, Polska Widzów: 3000 Sędzia: Vjekoslav Lovric, Hrvoje Petkovic |
| 71.11 października 200817:30 | 6× · 2× | 27:21(9:11) | 3× · 3× | Hala Legionów, Kielce, Polska Widzów: 3000 Sędzia: Vjekoslav Lovric, Hrvoje Petkovic |

| 72.18 października 200818:00 | HCM Constanța | 22:15(12:8) | Vive Kielce | Sala Sporturilor, Constanța, Rumunia Widzów: 1500 Sędzia: Viktor Poladenko, Igor Chernega |
| 72.18 października 200818:00 | Florin Cornel Nicolae 6 · Alexandru Csepreghi 5 · Uroš Vuković 3 · George Ionut Buricea 2 · Petr Hejtmanek 2 · Daniel Mureșan 2 · Laurenţiu Toma 2 | 22:15(12:8) | 4 Paweł Podsiadło · 3 Paweł Piwko · 2 Bartosz Konitz · 2 Patryk Kuchczyński · 2 Michał Stankiewicz · 1 Mateusz Jachlewski · 1 Tomasz Rosiński | Sala Sporturilor, Constanța, Rumunia Widzów: 1500 Sędzia: Viktor Poladenko, Igor Chernega |
| 72.18 października 200818:00 | 5× · 3× · 1× | 22:15(12:8) | 7× · 3× | Sala Sporturilor, Constanța, Rumunia Widzów: 1500 Sędzia: Viktor Poladenko, Igor Chernega |

- Bilans: Vive Kielce  42:43  HCM Constanța
- Awans:  HCM Constanța

## Sezon 2009/2010–Liga Mistrzów

### Turniej kwalifikacyjny (grupa 4.)
| 73.4 września 200919:30 | Vive Targi Kielce | 32:23(14:9) | FC Porto/Vitalis | Hala Legionów, Kielce, Polska Widzów: 3100 Sędzia: Sorin-Laurentiu Dinu, Constantin Din |
| 73.4 września 200919:30 | Henrik Knudsen 6 · Mariusz Jurasik 5 · Paweł Podsiadło 5 · Mateusz Jachlewski 3 · Witalij Nat 3 · Paweł Piwko 3 · Patryk Kuchczyński 2 · Tomasz Rosiński 2 · Bartosz Konitz 1 · Rastko Stojković 1 · Daniel Żółtak 1 | 32:23(14:9) | 5 Wilson Davyes · 4 Inácio Carmo · 4 Filipe Mota · 3 Ricardo Moreira · 3 Tiago Rocha · 2 Nuno Pereira · 1 Filipe Martins · 1 Pedro Spinola | Hala Legionów, Kielce, Polska Widzów: 3100 Sędzia: Sorin-Laurentiu Dinu, Constantin Din |
| 73.4 września 200919:30 | 6× · 3× | 32:23(14:9) | 4× · 3× | Hala Legionów, Kielce, Polska Widzów: 3100 Sędzia: Sorin-Laurentiu Dinu, Constantin Din |

| 74.6 września 200914:15 | Tatran Prešov | 31:38(15:21) | Vive Targi Kielce | Hala Legionów, Kielce, Polska Widzów: 3500 Sędzia: Sorin-Laurentiu Dinu, Constantin Din |
| 74.6 września 200914:15 | Peter Tumidalský 11 · Peter Dudás 5 · Radoslav Antl 4 · Marián Huňady 3 · Marek Mikéci 3 · Tomáš Stranovský 3 · Alexander Radčenko 2 | 31:38(15:21) | 8 Mariusz Jurasik · 8 Paweł Podsiadło · 5 Rastko Stojković · 4 Mateusz Jachlewski · 3 Witalij Nat · 2 Rafał Gliński · 2 Henrik Knudsen · 2 Bartosz Konitz · 2 Patryk Kuchczyński · 1 Tomasz Rosiński · 1 Daniel Żółtak | Hala Legionów, Kielce, Polska Widzów: 3500 Sędzia: Sorin-Laurentiu Dinu, Constantin Din |
| 74.6 września 200914:15 | 2× · 3× | 31:38(15:21) | 2× · 3× · 1× | Hala Legionów, Kielce, Polska Widzów: 3500 Sędzia: Sorin-Laurentiu Dinu, Constantin Din |

### Faza grupowa (grupa B)
| 75.3 października 200919:20 | Vive Targi Kielce | 23:21(9:13) | RK Gorenje Velenje | Hala Legionów, Kielce, Polska Widzów: 4000 Sędzia: Andrei Gousko, Siarhei Repkin |
| 75.3 października 200919:20 | Henrik Knudsen 15 · Rastko Stojković 4 · Patryk Kuchczyński 1 · Witalij Nat 1 · Paweł Podsiadło 1 · Tomasz Rosiński 1 | 23:21(9:13) | 4 Boštjan Kavaš · 4 Jure Natek · 3 Marko Bezjak · 3 Ivan Čupić · 3 Adnan Harmandić · 2 Momir Rnić · 1 Rok Šimič · 1 Sebastjan Sovič | Hala Legionów, Kielce, Polska Widzów: 4000 Sędzia: Andrei Gousko, Siarhei Repkin |
| 75.3 października 200919:20 | 3× · 2× | 23:21(9:13) | 4× · 3× | Hala Legionów, Kielce, Polska Widzów: 4000 Sędzia: Andrei Gousko, Siarhei Repkin |

| 76.8 października 200919:15 | Rhein-Neckar Löwen | 29:29(17:15) | Vive Targi Kielce | Europahalle, Karlsruhe, Niemcy Widzów: 3100 Sędzia: Gregorio Muro San Jose, Alfonso Rodriguez Murcia |
| 76.8 października 200919:15 | Karol Bielecki 10 · Uwe Gensheimer 5 · Siarhiej Harbok 5 · Bjarte Myrhol 3 · Guðjón Valur Sigurðsson 2 · Alexandros Alvanos 1 · Snorri Steinn Guðjónsson 1 · Michael Müller 1 · Ólafur Stefánsson 1 | 29:29(17:15) | 9 Rastko Stojković · 7 Mariusz Jurasik · 4 Henrik Knudsen · 3 Mateusz Jachlewski · 3 Tomasz Rosiński · 2 Patryk Kuchczyński · 1 Witalij Nat | Europahalle, Karlsruhe, Niemcy Widzów: 3100 Sędzia: Gregorio Muro San Jose, Alfonso Rodriguez Murcia |
| 76.8 października 200919:15 | 9× · 3× · 1× | 29:29(17:15) | 6× · 3× · 1× | Europahalle, Karlsruhe, Niemcy Widzów: 3100 Sędzia: Gregorio Muro San Jose, Alfonso Rodriguez Murcia |

| 77.17 października 200917:15 | MKB Veszprém | 33:26(16:11) | Vive Targi Kielce | Veszprem Arena, Veszprém, Węgry Widzów: 4900 Sędzia: Taras Kouz, Viktor Zhoba |
| 77.17 października 200917:15 | Renato Sulić 7 · Marko Vujin 7 · Mirsad Terzić 4 · Péter Gulyás 3 · Gergő Iváncsik 3 · Carlos Pérez 3 · Tamás Iváncsik 2 · Evgeny Lushnikov 2 · Nikola Eklemović 1 · Ivan Lapčević 1 | 33:26(16:11) | 7 Rastko Stojković · 5 Tomasz Rosiński · 4 Witalij Nat · 3 Daniel Żółtak · 2 Mariusz Jurasik · 2 Henrik Knudsen · 1 Piotr Grabarczyk · 1 Bartosz Konitz · 1 Paweł Piwko | Veszprem Arena, Veszprém, Węgry Widzów: 4900 Sędzia: Taras Kouz, Viktor Zhoba |
| 77.17 października 200917:15 | 7× · 3× | 33:26(16:11) | 4× · 1× | Veszprem Arena, Veszprém, Węgry Widzów: 4900 Sędzia: Taras Kouz, Viktor Zhoba |

| 78.7 listopada 200918:00 | Vive Targi Kielce | 34:30(15:15) | Bosna Sarajewo | Hala Legionów, Kielce, Polska Widzów: 4000 Sędzia: Per Olesen, Lars Ejby Pedersen |
| 78.7 listopada 200918:00 | Rastko Stojković 11 · Mariusz Jurasik 6 · Paweł Podsiadło 6 · Henrik Knudsen 3 · Witalij Nat 3 · Tomasz Rosiński 3 · Mateusz Jachlewski 2 | 34:30(15:15) | 9 Vedran Banić · 7 Tarik Međić · 6 Damir Doborac · 3 Petar Kapisoda · 3 Fahrudin Melić · 1 Dušan Bozoljac · 1 Vladislav Veselinov | Hala Legionów, Kielce, Polska Widzów: 4000 Sędzia: Per Olesen, Lars Ejby Pedersen |
| 78.7 listopada 200918:00 | 4× · 2× · 1× | 34:30(15:15) | 8× · 3× · 1× | Hala Legionów, Kielce, Polska Widzów: 4000 Sędzia: Per Olesen, Lars Ejby Pedersen |

| 79.14 listopada 200919:15 | Vive Targi Kielce | 31:22(14:12) | Chambéry Savoie HB | Hala Legionów, Kielce, Polska Widzów: 4000 Sędzia: Ivan Cacador, Eurico Nicolau |
| 79.14 listopada 200919:15 | Mariusz Jurasik 7 · Rastko Stojković 7 · Henrik Knudsen 3 · Bartosz Konitz 3 · Witalij Nat 3 · Tomasz Rosiński 3 · Paweł Podsiadło 2 · Mateusz Jachlewski 1 · Patryk Kuchczyński 1 · Paweł Piwko 1 | 31:22(14:12) | 5 Guillaume Joli · 4 Gábor Császár · 3 Xavier Barachet · 3 Laurent Busselier · 3 Cédric Paty · 2 Karel Nocar · 2 Bertrand Roine | Hala Legionów, Kielce, Polska Widzów: 4000 Sędzia: Ivan Cacador, Eurico Nicolau |
| 79.14 listopada 200919:15 | 6× · 1× · 1× | 31:22(14:12) | 5× · 3× | Hala Legionów, Kielce, Polska Widzów: 4000 Sędzia: Ivan Cacador, Eurico Nicolau |

| 80.19 listopada 200920:30 | Chambéry Savoie HB | 24:31(15:14) | Vive Targi Kielce | Le Phare, Chambéry, Francja Widzów: 3200 Sędzia: Václav Horáček, Jiří Novotný |
| 80.19 listopada 200920:30 | Bertrand Roine 6 · Guillaume Joli 4 · Laurent Busselier 3 · Grégoire Detrez 3 · Baptiste Calandre 2 · Karel Nocar 2 · Xavier Barachet 1 · Thomas Capella 1 · Benjamin Gille 1 · Zacharia N’Diaye 1 | 24:31(15:14) | 7 Tomasz Rosiński · 5 Henrik Knudsen · 5 Rastko Stojković · 3 Mariusz Jurasik · 2 Piotr Grabarczyk · 2 Bartosz Konitz · 2 Patryk Kuchczyński · 2 Witalij Nat · 2 Paweł Podsiadło · 1 Mateusz Jachlewski | Le Phare, Chambéry, Francja Widzów: 3200 Sędzia: Václav Horáček, Jiří Novotný |
| 80.19 listopada 200920:30 | 5× · 3× | 24:31(15:14) | 7× · 3× | Le Phare, Chambéry, Francja Widzów: 3200 Sędzia: Václav Horáček, Jiří Novotný |

| 81.13 lutego 201016:00 | Vive Targi Kielce | 32:35(19:15) | Rhein-Neckar Löwen | Hala Legionów, Kielce, Polska Widzów: 4000 Sędzia: Martin Gjeding, Mads Hansen |
| 81.13 lutego 201016:00 | Mariusz Jurasik 7 · Rastko Stojković 7 · Henrik Knudsen 6 · Paweł Podsiadło 5 · Tomasz Rosiński 3 · Piotr Grabarczyk 1 · Mateusz Jachlewski 1 · Patryk Kuchczyński 1 · Dragan Tubić 1 | 32:35(19:15) | 10 Uwe Gensheimer · 6 Karol Bielecki · 6 Andrej Klimovets · 4 Michael Müller · 3 Patrick Groetzki · 2 Siarhiej Harbok · 2 Oliver Roggisch · 1 Nikola Manojlović · 1 Carlos Prieto | Hala Legionów, Kielce, Polska Widzów: 4000 Sędzia: Martin Gjeding, Mads Hansen |
| 81.13 lutego 201016:00 | 3× · 2× | 32:35(19:15) | 4× · 2× · 1× | Hala Legionów, Kielce, Polska Widzów: 4000 Sędzia: Martin Gjeding, Mads Hansen |

| 82.17 lutego 201017:00 | RK Gorenje Velenje | 36:35(17:17) | Vive Targi Kielce | Rdeča Dvorana, Velenje, Słowenia Widzów: 1000 Sędzia: Alexander Bashmak, Dmitrij Frolov |
| 82.17 lutego 201017:00 | Ivan Čupić 10 · Jure Natek 7 · Rok Šimič 5 · Marko Bezjak 3 · Klemen Cehte 3 · Adnan Harmandić 3 · Momir Rnić 2 · Miha Žvižej 2 · Dino Bajram 1 | 36:35(17:17) | 11 Rastko Stojković · 5 Henrik Knudsen · 4 Mariusz Jurasik · 4 Paweł Podsiadło · 3 Rafał Gliński · 3 Patryk Kuchczyński · 2 Tomasz Rosiński · 1 Bartosz Konitz · 1 Witalij Nat · 1 Daniel Żółtak | Rdeča Dvorana, Velenje, Słowenia Widzów: 1000 Sędzia: Alexander Bashmak, Dmitrij Frolov |
| 82.17 lutego 201017:00 | 2× | 36:35(17:17) | 3× · 2× | Rdeča Dvorana, Velenje, Słowenia Widzów: 1000 Sędzia: Alexander Bashmak, Dmitrij Frolov |

| 83.27 lutego 201017:30 | Bosna Sarajewo | 25:21(9:10) | Vive Targi Kielce | Dvorana Mirza Delibašić Sarajewo, Bośnia i Hercegowina Widzów: 500 Sędzia: Alin-Sergiu Cirligeanu, Gheorghe Bejinariu |
| 83.27 lutego 201017:30 | Petar Kapisoda 5 · Risto Arnaudowski 4 · Vedran Banić 4 · Tarik Međić 4 · Damir Doborac 3 · Peter Pucelj 2 · Mladen Čačič 1 · Josip Nekić 1 · Faruk Vražalić 1 | 25:21(9:10) | 6 Henrik Knudsen · 4 Tomasz Rosiński · 3 Paweł Podsiadło · 3 Dragan Tubić · 2 Witalij Nat · 2 Rastko Stojković · 1 Mateusz Jachlewski | Dvorana Mirza Delibašić Sarajewo, Bośnia i Hercegowina Widzów: 500 Sędzia: Alin-Sergiu Cirligeanu, Gheorghe Bejinariu |
| 83.27 lutego 201017:30 | 5× · 3× | 25:21(9:10) | 1× · 2× | Dvorana Mirza Delibašić Sarajewo, Bośnia i Hercegowina Widzów: 500 Sędzia: Alin-Sergiu Cirligeanu, Gheorghe Bejinariu |

| 84.6 marca 201016:00 | Vive Targi Kielce | 29:32(14:14) | MKB Veszprém | Hala Legionów, Kielce, Polska Widzów: 4000 Sędzia: Peter Brunovský, Vladimír Čanda |
| 84.6 marca 201016:00 | Mariusz Jurasik 6 · Rastko Stojković 6 · Patryk Kuchczyński 5 · Paweł Podsiadło 5 · Tomasz Rosiński 3 · Witalij Nat 2 · Rafał Gliński 1 · Kamil Krieger 1 | 29:32(14:14) | 11 Gergő Iváncsik · 7 Carlos Pérez · 7 Mirsad Terzić · 3 Renato Sulić · 2 Péter Gulyás · 1 Nikola Eklemović · 1 Uroš Vilovski | Hala Legionów, Kielce, Polska Widzów: 4000 Sędzia: Peter Brunovský, Vladimír Čanda |
| 84.6 marca 201016:00 | 2× · 3× | 29:32(14:14) | 3× · 3× · 1× | Hala Legionów, Kielce, Polska Widzów: 4000 Sędzia: Peter Brunovský, Vladimír Čanda |

### 1/8 finału
| 85.27 marca 201019:30 | Vive Targi Kielce | 24:30(15:17) | HSV Hamburg | Hala Legionów, Kielce, Polska Widzów: 4000 Sędzia: Nenad Krstić, Peter Ljubič |
| 85.27 marca 201019:30 | Paweł Podsiadło 7 · Mariusz Jurasik 5 · Henrik Knudsen 3 · Witalij Nat 2 · Rastko Stojković 2 · Piotr Grabarczyk 1 · Kamil Krieger 1 · Patryk Kuchczyński 1 · Tomasz Rosiński 1 · Daniel Żółtak 1 | 24:30(15:17) | 10 Hans Lindberg · 5 Domagoj Duvnjak · 4 Pascal Hens · 3 Marcin Lijewski · 3 Igor Vori · 1 Matthias Flohr · 1 Bertrand Gille · 1 Guillaume Gille · 1 Torsten Jansen · 1 Krzysztof Lijewski | Hala Legionów, Kielce, Polska Widzów: 4000 Sędzia: Nenad Krstić, Peter Ljubič |
| 85.27 marca 201019:30 | 2× · 3× | 24:30(15:17) | 3× · 3× | Hala Legionów, Kielce, Polska Widzów: 4000 Sędzia: Nenad Krstić, Peter Ljubič |

| 86.3 kwietnia 201015:30 | HSV Hamburg | 27:30(15:16) | Vive Targi Kielce | Sporthalle, Hamburg, Niemcy Widzów: 3000 Sędzia: Nenad Nikolić, Dušan Stojković |
| 86.3 kwietnia 201015:30 | Domagoj Duvnjak 6 · Hans Lindberg 6 · Blaženko Lacković 4 · Bertrand Gille 3 · Marcin Lijewski 3 · Igor Vori 2 · Matthias Flohr 1 · Guillaume Gille 1 · Torsten Jansen 1 | 27:30(15:16) | 9 Rastko Stojković · 6 Tomasz Rosiński · 5 Paweł Podsiadło · 3 Mariusz Jurasik · 3 Patryk Kuchczyński · 3 Witalij Nat · 1 Mateusz Zaremba | Sporthalle, Hamburg, Niemcy Widzów: 3000 Sędzia: Nenad Nikolić, Dušan Stojković |
| 86.3 kwietnia 201015:30 | 2× · 3× | 27:30(15:16) | 5× · 3× | Sporthalle, Hamburg, Niemcy Widzów: 3000 Sędzia: Nenad Nikolić, Dušan Stojković |

- Bilans: Vive Targi Kielce  54:57  HSV Hamburg
- Awans:  HSV Hamburg

## Sezon 2010/2011–Liga Mistrzów

### Faza grupowa (grupa A)
| 87.26 września 201014:45 | Vive Targi Kielce | 30:36(11:18) | Celje Pivovarna Laško                                                                                               | Hala Legionów, Kielce, Polska Widzów: 4000 Sędzia: Rickard Canbro, Mikael Claesson |
| 87.26 września 201014:45 | Rastko Stojković 9 · Tomasz Rosiński 7 · Paweł Podsiadło 3 · Mateusz Jachlewski 2 · Michał Jurecki 2 · Kamil Krieger 2 · Patryk Kuchczyński 2 · Marcus Cleverly 1 · Mirza Džomba 1 · Mariusz Jurasik 1 | 30:36(11:18) | 11 Momir Rnić · 10 Dragan Gajić · 5 Uroš Zorman · 4 Luka Žvižej · 3 Alem Toskić · 2 Aleš Pajovič · 1 Petar Metličić | Hala Legionów, Kielce, Polska Widzów: 4000 Sędzia: Rickard Canbro, Mikael Claesson |
| 87.26 września 201014:45 | 3× · 3× | 30:36(11:18) | 6× · 3× | Hala Legionów, Kielce, Polska Widzów: 4000 Sędzia: Rickard Canbro, Mikael Claesson |

| 88.3 października 201015:00 | Chambéry Savoie HB | 27:26(16:12) | Vive Targi Kielce | Le Phare, Chambéry, Francja Widzów: 3000 Sędzia: Péter Herczeg, Péter Südi |
| 88.3 października 201015:00 | Laurent Busselier 7 · Damir Bičanić 6 · Benjamin Massot-Pellet 5 · Xavier Barachet 4 · Guillaume Saurina 3 · Grégoire Detrez 1 · Benjamin Gille 1 | 27:26(16:12) | 5 Tomasz Rosiński · 5 Tomasz Rosiński · 4 Paweł Podsiadło · 3 Witalij Nat · 2 Piotr Grabarczyk · 2 Michał Jurecki · 2 Patryk Kuchczyński · 2 Mateusz Zaremba · 1 Mariusz Jurasik | Le Phare, Chambéry, Francja Widzów: 3000 Sędzia: Péter Herczeg, Péter Südi |
| 88.3 października 201015:00 | 6× · 3× | 27:26(16:12) | 7× · 2× | Le Phare, Chambéry, Francja Widzów: 3000 Sędzia: Péter Herczeg, Péter Südi |

| 89.10 października 201017:15 | THW Kiel | 33:29(16:13) | Vive Targi Kielce | Sparkassen Arena, Kiel, Niemcy Widzów: 10250 Sędzia: Kim Andersen, Per Morten Sodal |
| 89.10 października 201017:15 | Marcus Ahlm 6 · Momir Ilić 6 · Filip Jícha 6 · Christian Zeitz 5 · Christian Sprenger 4 · Aron Pálmarsson 3 · Jérôme Fernandez 1 · Dominik Klein 1 · Daniel Kubeš 1 | 33:29(16:13) | 13 Rastko Stojković · 4 Mateusz Jachlewski · 4 Henrik Knudsen · 3 Mariusz Jurasik · 3 Michał Jurecki · 1 Patryk Kuchczyński · 1 Tomasz Rosiński | Sparkassen Arena, Kiel, Niemcy Widzów: 10250 Sędzia: Kim Andersen, Per Morten Sodal |
| 89.10 października 201017:15 | 4× · 2× | 33:29(16:13) | 6× · 2× | Sparkassen Arena, Kiel, Niemcy Widzów: 10250 Sędzia: Kim Andersen, Per Morten Sodal |

| 90.17 października 201015:00 | Vive Targi Kielce | 23:23(12:12) | Rhein-Neckar Löwen | Hala Legionów, Kielce, Polska Widzów: 4000 Sędzia: Sławe Nikołow, Ǵorgi Naczewski |
| 90.17 października 201015:00 | Rastko Stojković 5 · Michał Jurecki 4 · Tomasz Rosiński 4 · Mariusz Jurasik 3 · Henrik Knudsen 3 · Patryk Kuchczyński 3 · Witalij Nat 1 | 23:23(12:12) | 7 Uwe Gensheimer · 5 Karol Bielecki · 4 Ólafur Stefánsson · 2 Ivan Čupić · 2 Grzegorz Tkaczyk · 1 Patrick Groetzki · 1 Børge Lund · 1 Bjarte Myrhol | Hala Legionów, Kielce, Polska Widzów: 4000 Sędzia: Sławe Nikołow, Ǵorgi Naczewski |
| 90.17 października 201015:00 | 3× · 3× · 1× | 23:23(12:12) | 4× · 3× · 2× | Hala Legionów, Kielce, Polska Widzów: 4000 Sędzia: Sławe Nikołow, Ǵorgi Naczewski |

| 91.20 listopada 201015:00 | Vive Targi Kielce | 26:33(11:18) | Barcelona Borges | Hala Legionów, Kielce, Polska Widzów: 4000 Sędzia: Michal Baďura, Jaroslav Ondogrecula |
| 91.20 listopada 201015:00 | Mateusz Zaremba 6 · Witalij Nat 5 · Rastko Stojković 4 · Patryk Kuchczyński 3 · Mirza Džomba 2 · Michał Jurecki 2 · Mateusz Jachlewski 1 · Mariusz Jurasik 1 · Henrik Knudsen 1 | 26:33(11:18) | 11 Iker Romero Fernández · 5 Cristian Ugalde García · 4 Raúl Entrerríos Rodriguez · 4 Jesper Nøddesbo · 3 Konstantin Igropulo · 3 Cedric Sorhaindo · 2 Albert Rocas Comas · 1 László Nagy | Hala Legionów, Kielce, Polska Widzów: 4000 Sędzia: Michal Baďura, Jaroslav Ondogrecula |
| 91.20 listopada 201015:00 | 2× · 3× | 26:33(11:18) | 1× · 3× | Hala Legionów, Kielce, Polska Widzów: 4000 Sędzia: Michal Baďura, Jaroslav Ondogrecula |

| 92.27 listopada 201016:15 | Barcelona Borges | 28:28(15:12) | Vive Targi Kielce | Palau Blaugrana, Barcelona, Hiszpania Widzów: 2000 Sędzia: Bogdan Nicolae Stark, Romeo Mihai Ștefan |
| 92.27 listopada 201016:15 | Iker Romero Fernández 9 · Konstantin Igropulo 6 · Juanín García Lorenzana 3 · Jesper Nøddesbo 2 · Daniel Sarmiento Melián 2 · Cristian Ugalde García 2 · Raúl Entrerríos Rodriguez 1 · Albert Rocas Comas 1 · Cedric Sorhaindo 1 · Víctor Tomás González 1 | 28:28(15:12) | 6 Mateusz Zaremba · 5 Henrik Knudsen · 4 Rastko Stojković · 3 Michał Jurecki · 3 Tomasz Rosiński · 2 Mirza Džomba · 1 Mateusz Jachlewski · 1 Patryk Kuchczyński · 1 Witalij Nat · 1 Paweł Podsiadło · 1 Daniel Żółtak | Palau Blaugrana, Barcelona, Hiszpania Widzów: 2000 Sędzia: Bogdan Nicolae Stark, Romeo Mihai Ștefan |
| 92.27 listopada 201016:15 | 2× · 3× | 28:28(15:12) | 2× · 2× | Palau Blaugrana, Barcelona, Hiszpania Widzów: 2000 Sędzia: Bogdan Nicolae Stark, Romeo Mihai Ștefan |

| 93.5 grudnia 201015:00 | Vive Targi Kielce | 31:25(16:15) | Chambéry Savoie HB | Hala Legionów, Kielce, Polska Widzów: 4000 Sędzia: Aleksandar Pandžić, Ivan Mošorinski |
| 93.5 grudnia 201015:00 | Mirza Džomba 6 · Tomasz Rosiński 6 · Rastko Stojković 6 · Mateusz Zaremba 4 · Mariusz Jurasik 3 · Michał Jurecki 3 · Patryk Kuchczyński 1 · Witalij Nat 1 · Paweł Podsiadło 1 | 31:25(16:15) | 8 Edin Bašić · 5 Laurent Busselier · 4 Cédric Paty · 3 Bertrand Roiné · 2 Benjamin Gille · 2 Karel Nocar · 1 Guillaume Saurina | Hala Legionów, Kielce, Polska Widzów: 4000 Sędzia: Aleksandar Pandžić, Ivan Mošorinski |
| 93.5 grudnia 201015:00 | 2× · 3× | 31:25(16:15) | 4× · 3× | Hala Legionów, Kielce, Polska Widzów: 4000 Sędzia: Aleksandar Pandžić, Ivan Mošorinski |

| 94.19 lutego 201118:00 | Celje Pivovarna Laško                                                                                               | 30:29(12:14) | Vive Targi Kielce | Dvorana Zlatorog, Celje, Słowenia Widzów: 1700 Sędzia: Zigmārs Stoļarovs, Renārs Līcis |
| 94.19 lutego 201118:00 | Gašper Marguc 10 · Alem Toskić 6 · David Razgor 5 · Momir Rnić 4 · Petar Metličić 2 · Nejc Poklar 2 · Žiga Mlakar 1 | 30:29(12:14) | 6 Tomasz Rosiński · 5 Henrik Knudsen · 4 Mirza Džomba · 4 Mariusz Jurasik · 3 Mateusz Jachlewski · 2 Patryk Kuchczyński · 2 Rastko Stojković · 1 Piotr Grabarczyk · 1 Paweł Podsiadło · 1 Mateusz Zaremba | Dvorana Zlatorog, Celje, Słowenia Widzów: 1700 Sędzia: Zigmārs Stoļarovs, Renārs Līcis |
| 94.19 lutego 201118:00 | 2× · 3× | 30:29(12:14) | 3× · 2× | Dvorana Zlatorog, Celje, Słowenia Widzów: 1700 Sędzia: Zigmārs Stoļarovs, Renārs Līcis |

| 95.27 lutego 201117:00 | Rhein-Neckar Löwen | 29:27(11:13) | Vive Targi Kielce | Rhein-Neckar Halle, Eppelheim, Niemcy Widzów: 2500 Sędzia: Csaba Dobrovits, Péter Tájok |
| 95.27 lutego 201117:00 | Uwe Gensheimer 7 · Grzegorz Tkaczyk 6 · Bjarte Myrhol 4 · Patrick Groetzki 3 · Ólafur Stefánsson 3 · Robert Gunnarsson 2 · Børge Lund 2 · Karol Bielecki 1 · Žarko Šešum 1 | 29:27(11:13) | 6 Henrik Knudsen · 6 Tomasz Rosiński · 5 Rastko Stojković · 4 Mirza Džomba · 1 Mateusz Jachlewski · 1 Mariusz Jurasik · 1 Patryk Kuchczyński · 1 Paweł Podsiadło · 1 Mateusz Zaremba · 1 Daniel Żółtak | Rhein-Neckar Halle, Eppelheim, Niemcy Widzów: 2500 Sędzia: Csaba Dobrovits, Péter Tájok |
| 95.27 lutego 201117:00 | 4× · 2× | 29:27(11:13) | 7× · 3× | Rhein-Neckar Halle, Eppelheim, Niemcy Widzów: 2500 Sędzia: Csaba Dobrovits, Péter Tájok |

| 96.6 marca 201118:30 | Vive Targi Kielce | 27:36(11:18) | THW Kiel | Hala Legionów, Kielce, Polska Widzów: 4000 Sędzia: Václav Kohout, Petr Novak |
| 96.6 marca 201118:30 | Mirza Džomba 6 · Mateusz Zaremba 5 · Rastko Stojković 4 · Witalij Nat 3 · Patryk Kuchczyński 2 · Tomasz Rosiński 2 · Daniel Żółtak 2 · Mateusz Jachlewski 1 · Henrik Knudsen 1 · Paweł Podsiadło 1 | 27:36(11:18) | 7 Momir Ilić · 7 Aron Pálmarsson · 6 Christian Zeitz · 4 Milutin Dragićević · 4 Filip Jícha · 4 Henrik Lundström · 2 Christian Sprenger · 1 Jérôme Fernandez · 1 Dominik Klein | Hala Legionów, Kielce, Polska Widzów: 4000 Sędzia: Václav Kohout, Petr Novak |
| 96.6 marca 201118:30 | 2× · 3× | 27:36(11:18) | 2× · 3× | Hala Legionów, Kielce, Polska Widzów: 4000 Sędzia: Václav Kohout, Petr Novak |

## Sezon 2011/2012–Liga Mistrzów

### Turniej kwalifikacyjny - (grupa W - „Dzika karta”)
| 97.3 września 201118:00 | Cuatro Rayas Valladolid | 19:21(8:11) | Vive Targi Kielce | Hala Legionów, Kielce, Polska Widzów: 4000 Sędzia: Peter Brunovský, Vladimír Čanda |
| 97.3 września 201118:00 | Alexis Rodríguez 5 · Guillaume Joli 4 · Davor Cutura 3 · Víctor Alonso 2 · Marko Krivokapic 2 · Patrick Eilert 1 · Eduardo Gurbindo 1 · Ángel Romero 1 | 19:21(8:11) | 5 Michał Jurecki · 4 Denis Buntić · 3 Rastko Stojković · 2 Mariusz Jurasik · 2 Þórir Ólafsson · 2 Grzegorz Tkaczyk · 2 Bartłomiej Tomczak · 1 Uroš Zorman | Hala Legionów, Kielce, Polska Widzów: 4000 Sędzia: Peter Brunovský, Vladimír Čanda |
| 97.3 września 201118:00 | 1× · 3× | 19:21(8:11) | 5× · 3× | Hala Legionów, Kielce, Polska Widzów: 4000 Sędzia: Peter Brunovský, Vladimír Čanda |

| 98.4 września 201118:00 | Vive Targi Kielce | 32:30 (pd.)(13:11, 27:27) | Rhein-Neckar Löwen | Hala Legionów, Kielce, Polska Widzów: 4000 Sędzia: Matija Gubica, Boris Milošević |
| 98.4 września 201118:00 | Denis Buntić 6 · Bartłomiej Tomczak 6 · Michał Jurecki 5 · Rastko Stojković 4 · Grzegorz Tkaczyk 4 · Þórir Ólafsson 2 · Tomasz Rosiński 2 · Piotr Grabarczyk 1 · Mariusz Jurasik 1 · Mateusz Zaremba 1 | 32:30 (pd.)(13:11, 27:27) | 10 Uwe Gensheimer · 7 Patrick Groetzki · 5 Marcin Lijewski · 3 Žarko Šešum · 2 Karol Bielecki · 2 Andre Schmid · 1 Robert Gunnarsson | Hala Legionów, Kielce, Polska Widzów: 4000 Sędzia: Matija Gubica, Boris Milošević |
| 98.4 września 201118:00 | 3× · 2× | 32:30 (pd.)(13:11, 27:27) | 5× · 3× | Hala Legionów, Kielce, Polska Widzów: 4000 Sędzia: Matija Gubica, Boris Milošević |

### Faza grupowa - (grupa B)
| 99.2 października 201115:00 | Vive Targi Kielce | 25:29(10:17) | MKB Veszprém KC | Hala Legionów, Kielce, Polska Widzów: 4000 Sędzia: Sławe Nikołow, Ǵorgi Naczewski |
| 99.2 października 201115:00 | Rastko Stojković 9 · Mariusz Jurasik 5 · Grzegorz Tkaczyk 3 · Þórir Ólafsson 2 · Uroš Zorman 2 · Denis Buntić 1 · Michał Jurecki 1 · Tomasz Rosiński 1 · Bartłomiej Tomczak 1 | 25:29(10:17) | 6 Marko Vujin · 5 Gábor Császár · 5 Gergő Iváncsik · 5 Renato Sulić · 2 Tamás Iváncsik · 2 Carlos Pérez · 2 Mirsad Terzić · 1 Péter Gulyás · 1 Ferenc Ilyés | Hala Legionów, Kielce, Polska Widzów: 4000 Sędzia: Sławe Nikołow, Ǵorgi Naczewski |
| 99.2 października 201115:00 | 3× · 3× | 25:29(10:17) | 5× · 3× | Hala Legionów, Kielce, Polska Widzów: 4000 Sędzia: Sławe Nikołow, Ǵorgi Naczewski |

| 100.9 października 201117:30 | Füchse Berlin | 30:27(14:15) | Vive Targi Kielce | Max-Schmeling-Halle, Berlin, Niemcy Widzów: 7900 Sędzia: Nordine Lazaar, Laurent Reveret |
| 100.9 października 201117:30 | Torsten Laen 7 · Sven-Sören Christophersen 6 · Ivan Ninčević 4 · Mark Bult 3 · Alexander Petersson 3 · Iker Romero Fernández 3 · Bartłomiej Jaszka 2 · Markus Richwien 2 | 30:27(14:15) | 5 Grzegorz Tkaczyk · 4 Mariusz Jurasik · 4 Michał Jurecki · 4 Tomasz Rosiński · 3 Denis Buntić · 3 Mateusz Jachlewski · 3 Rastko Stojković · 1 Þórir Ólafsson | Max-Schmeling-Halle, Berlin, Niemcy Widzów: 7900 Sędzia: Nordine Lazaar, Laurent Reveret |
| 100.9 października 201117:30 | 1× · 3× | 30:27(14:15) | 7× · 3× | Max-Schmeling-Halle, Berlin, Niemcy Widzów: 7900 Sędzia: Nordine Lazaar, Laurent Reveret |

| 101.13 października 201119:00 | Czechowskije Miedwiedi | 30:31(17:17) | Vive Targi Kielce | Olimpijski Czechow, Czechow, Rosja Widzów: 2300 Sędzia: Nenad Nikolić, Dušan Stojković |
| 101.13 października 201119:00 | Siergij Szelmienko 8 · Michaił Czipurin 6 · Wasili Filippow 5 · Dmitrij Kowalew 4 · Siarhiej Harbok 3 · Eduard Kokszarow 2 · Timur Dibirow 1 · Andrey Starykh 1 | 30:31(17:17) | 9 Michał Jurecki · 6 Denis Buntić · 5 Þórir Ólafsson · 4 Rastko Stojković · 4 Grzegorz Tkaczyk · 2 Bartłomiej Tomczak · 1 Uroš Zorman | Olimpijski Czechow, Czechow, Rosja Widzów: 2300 Sędzia: Nenad Nikolić, Dušan Stojković |
| 101.13 października 201119:00 | 5× · 2× | 30:31(17:17) | 4× · 3× | Olimpijski Czechow, Czechow, Rosja Widzów: 2300 Sędzia: Nenad Nikolić, Dušan Stojković |

| 102.23 października 201115:00 | Vive Targi Kielce | 37:29(21:14) | Bjerringbro-Silkeborg | Hala Legionów, Kielce, Polska Widzów: 4000 Sędzia: Bogdan Nicolae Stark, Romeo Mihai Ștefan |
| 102.23 października 201115:00 | Denis Buntić 9 · Rastko Stojković 8 · Þórir Ólafsson 5 · Tomasz Rosiński 4 · Grzegorz Tkaczyk 4 · Michał Jurecki 3 · Bartłomiej Tomczak 2 · Uroš Zorman 1 | 37:29(21:14) | 6 Fredrik Petersen · 5 Simon Kristiansen · 5 Audräy Tuzolana · 3 Nikolaj Nielsen · 2 Espen Lie Hansen · 2 Guðmundur Árni Ólafsson · 2 Rasmus Lauge Schmidt · 2 Miha Žvižej · 1 Theis Baagøe · 1 Dennis Kirkegaard | Hala Legionów, Kielce, Polska Widzów: 4000 Sędzia: Bogdan Nicolae Stark, Romeo Mihai Ștefan |
| 102.23 października 201115:00 | 4× · 3× | 37:29(21:14) | 1× · 3× | Hala Legionów, Kielce, Polska Widzów: 4000 Sędzia: Bogdan Nicolae Stark, Romeo Mihai Ștefan |

| 10316 listopada 201120:00 | Vive Targi Kielce | 29:37(14:19) | Atlético Madryt | Hala Legionów, Kielce, Polska Widzów: 4000 Sędzia: Václav Horáček, Jiří Novotný |
| 10316 listopada 201120:00 | Michał Jurecki 11 · Denis Buntić 5 · Rastko Stojković 4 · Bartłomiej Tomczak 3 · Þórir Ólafsson 2 · Patryk Kuchczyński 1 · Tomasz Rosiński 1 · Grzegorz Tkaczyk 1 · Uroš Zorman 1 | 29:37(14:19) | 8 Kirił Łazarow · 8 Nikolaj Markussen · 5 Joan Cañellas Reixach · 5 Jonas Källman · 4 Eduard Fernández Roura · 2 Julen Aguinagalde · 2 Isaías Guardiola · 2 Garcia Roberto Parrondo · 1 Luc Abalo | Hala Legionów, Kielce, Polska Widzów: 4000 Sędzia: Václav Horáček, Jiří Novotný |
| 10316 listopada 201120:00 | 1× · 3× | 29:37(14:19) | 3× | Hala Legionów, Kielce, Polska Widzów: 4000 Sędzia: Václav Horáček, Jiří Novotný |

| 104.27 listopada 201120:15 | Atlético Madryt | 28:27(13:13) | Vive Targi Kielce | Palacio de Vistalegre, Madryt, Hiszpania Widzów: 4850 Sędzia: Michal Baďura, Jaroslav Ondogrecula |
| 104.27 listopada 201120:15 | Kirił Łazarow 7 · Luc Abalo 3 · Eduard Fernández Roura 3 · Julen Aguinagalde 2 · Joan Cañellas Reixach 2 · David Davis 2 · Alberto Entrerríos 2 · Isaías Guardiola 2 · Mariusz Jurkiewicz 2 · Garcia Roberto Parrondo 2 · José María Rodríguez Vaquero 1 | 28:27(13:13) | 6 Rastko Stojković · 6 Grzegorz Tkaczyk · 4 Denis Buntić · 3 Tomasz Rosiński · 3 Uroš Zorman · 2 Mariusz Jurasik · 2 Bartłomiej Tomczak · 1 Þórir Ólafsson | Palacio de Vistalegre, Madryt, Hiszpania Widzów: 4850 Sędzia: Michal Baďura, Jaroslav Ondogrecula |
| 104.27 listopada 201120:15 | 1× · 3× | 28:27(13:13) | 2× · 3× | Palacio de Vistalegre, Madryt, Hiszpania Widzów: 4850 Sędzia: Michal Baďura, Jaroslav Ondogrecula |

| 105.4 grudnia 201115:45 | Vive Targi Kielce | 32:29(15:17) | Füchse Berlin | Hala Legionów, Kielce, Polska Widzów: 4000 Sędzia: Andre Hansen, Oistein Pettersen |
| 105.4 grudnia 201115:45 | Rastko Stojković 6 · Denis Buntić 5 · Þórir Ólafsson 4 · Uroš Zorman 4 · Mariusz Jurasik 3 · Tomasz Rosiński 3 · Grzegorz Tkaczyk 3 · Michał Jurecki 2 · Bartłomiej Tomczak 2 | 32:29(15:17) | 8 Ivan Ninčević · 6 Sven-Sören Christophersen · 6 Alexander Petersson · 4 Torsten Laen · 3 Markus Richwien · 1 Bartłomiej Jaszka · 1 Denis Špoljarić | Hala Legionów, Kielce, Polska Widzów: 4000 Sędzia: Andre Hansen, Oistein Pettersen |
| 105.4 grudnia 201115:45 | 7× · 3× | 32:29(15:17) | 3× · 3× | Hala Legionów, Kielce, Polska Widzów: 4000 Sędzia: Andre Hansen, Oistein Pettersen |

| 106.11 lutego 201216:15 | MKB Veszprém KC | 21:24(13:12) | Vive Targi Kielce | Veszprém Aréna, Veszprém, Węgry Widzów: 5000 Sędzia: Martin Gjeding, Mads Hansen |
| 106.11 lutego 201216:15 | Gábor Császár 5 · Péter Gulyás 5 · Marko Vujin 5 · Carlos Pérez 3 · Gergő Iváncsik 1 · David Koražija 1 · Uroš Vilovski 1 | 21:24(13:12) | 9 Michał Jurecki · 5 Željko Musa · 3 Mateusz Jachlewski · 2 Denis Buntić · 2 Mariusz Jurasik · 2 Þórir Ólafsson · 1 Rastko Stojković | Veszprém Aréna, Veszprém, Węgry Widzów: 5000 Sędzia: Martin Gjeding, Mads Hansen |
| 106.11 lutego 201216:15 | 4× · 3× | 21:24(13:12) | 7× · 2× | Veszprém Aréna, Veszprém, Węgry Widzów: 5000 Sędzia: Martin Gjeding, Mads Hansen |

| 107.19 lutego 201215:30 | Bjerringbro-Silkeborg | 26:37(12:17) | Vive Targi Kielce | Silkeborg-Hallerne, Silkeborg, Dania Widzów: 2000 Sędzia: Artūras Malašinskas, Andrius Grigalionis |
| 107.19 lutego 201215:30 | Mads Øris Nielsen 7 · Dennis Kirkegaard 6 · Robert Arrhenius 4 · Rasmus Lauge Schmidt 3 · Kasper Nielsen 2 · Fredrik Schilling Sørensen 2 · Simon Kristiansen 1 · Guðmundur Árni Ólafsson 1 | 26:37(12:17) | 8 Michał Jurecki · 6 Patryk Kuchczyński · 5 Grzegorz Tkaczyk · 4 Þórir Ólafsson · 4 Bartłomiej Tomczak · 3 Željko Musa · 2 Denis Buntić · 2 Mariusz Jurasik · 2 Rastko Stojković · 1 Mateusz Jachlewski | Silkeborg-Hallerne, Silkeborg, Dania Widzów: 2000 Sędzia: Artūras Malašinskas, Andrius Grigalionis |
| 107.19 lutego 201215:30 | 2× · 3× | 26:37(12:17) | 8× · 3× | Silkeborg-Hallerne, Silkeborg, Dania Widzów: 2000 Sędzia: Artūras Malašinskas, Andrius Grigalionis |

| 108.25 lutego 201217:00 | Vive Targi Kielce | 26:26(12:10) | Czechowskije Miedwiedi | Hala Legionów, Kielce, Polska Widzów: 4000 Sędzia: Hlynur Leifsson, Anton Palsson |
| 108.25 lutego 201217:00 | Michał Jurecki 9 · Željko Musa 6 · Denis Buntić 3 · Rastko Stojković 3 · Þórir Ólafsson 2 · Grzegorz Tkaczyk 2 · Bartłomiej Tomczak 1 | 26:26(12:10) | 9 Siarhiej Harbok · 5 Dmitrij Kowalew · 4 Timur Dibirow · 2 Samvel Aslanyan · 2 Eduard Kokszarow · 2 Siergij Szelmienko · 1 Michaił Czipurin · 1 Wasili Filippow | Hala Legionów, Kielce, Polska Widzów: 4000 Sędzia: Hlynur Leifsson, Anton Palsson |
| 108.25 lutego 201217:00 | 5× · 3× | 26:26(12:10) | 3× · 3× | Hala Legionów, Kielce, Polska Widzów: 4000 Sędzia: Hlynur Leifsson, Anton Palsson |

### 1/8 finału
| 109.18 marca 201220:30 | Vive Targi Kielce | 27:26(13:12) | RK Cimos Koper | Hala Legionów, Kielce, Polska Widzów: 4000 Sędzia: Nordine Lazaar, Laurent Reveret |
| 109.18 marca 201220:30 | Denis Buntić 7 · Željko Musa 4 · Grzegorz Tkaczyk 4 · Mateusz Jachlewski 2 · Michał Jurecki 2 · Þórir Ólafsson 2 · Tomasz Rosiński 2 · Mariusz Jurasik 1 · Rastko Stojković 1 · Bartłomiej Tomczak 1 · Uroš Zorman 1 | 27:26(13:12) | 8 Matjaž Brumen · 5 Sebastian Skube · 3 Dean Bombač · 3 Uroš Rapotec · 3 Bojan Skoko · 2 Jure Dobelšek · 2 Matjaž Mlakar | Hala Legionów, Kielce, Polska Widzów: 4000 Sędzia: Nordine Lazaar, Laurent Reveret |
| 109.18 marca 201220:30 | 3× · 3× | 27:26(13:12) | 4× · 3× | Hala Legionów, Kielce, Polska Widzów: 4000 Sędzia: Nordine Lazaar, Laurent Reveret |

| 110.24 marca 201218:00 | RK Cimos Koper | 25:23(12:13) | Vive Targi Kielce | Sala Bonifika, Koper, Słowenia Widzów: 3000 Sędzia: Lars Geipel, Marcus Helbig |
| 110.24 marca 201218:00 | Matjaž Brumen 8 · Milorad Krivokapić 4 · Sebastian Skube 4 · Bojan Skoko 3 · Dean Bombač 2 · Jure Dobelšek 1 · Robert Konečnik 1 · Matjaž Mlakar 1 · Uroš Rapotec 1 | 25:23(12:13) | 5 Rastko Stojković · 4 Patryk Kuchczyński · 4 Þórir Ólafsson · 4 Grzegorz Tkaczyk · 3 Mateusz Jachlewski · 2 Denis Buntić · 1 Uroš Zorman | Sala Bonifika, Koper, Słowenia Widzów: 3000 Sędzia: Lars Geipel, Marcus Helbig |
| 110.24 marca 201218:00 | 4× · 3× | 25:23(12:13) | 5× · 3× · 1× | Sala Bonifika, Koper, Słowenia Widzów: 3000 Sędzia: Lars Geipel, Marcus Helbig |

- Bilans: Vive Targi Kielce  50:51  RK Cimos Koper
- Awans:  RK Cimos Koper

## Sezon 2012/2013 - Liga Mistrzów

### Faza grupowa - grupa C
| 111.30 września 201217:00 | Vive Targi Kielce | 35:26(17:12) | Bjerringbro-Silkeborg | Hala Legionów, Kielce, Polska Widzów: 4200 Sędzia: Andreu Marín Lorente, Ignacio García Serradilla |
| 111.30 września 201217:00 | Ivan Čupić 9 · Željko Musa 7 · Michał Jurecki 3 · Krzysztof Lijewski 3 · Manuel Štrlek 3 · Uroš Zorman 3 · Denis Buntić 2 · Mateusz Jachlewski 2 · Tomasz Rosiński 2 · Rastko Stojković 1 | 35:26(17:12) | 8 Chris Holm Jörgensen · 7 Mads Øris Nielsen · 5 Casper Ulrich Mortensen · 2 Henrik Toft Hansen · 1 Benjamin Jakobsen · 1 Dennis Kirkegaard · 1 Rasmus Lauge · 1 Nikolaj Oris Nielsen | Hala Legionów, Kielce, Polska Widzów: 4200 Sędzia: Andreu Marín Lorente, Ignacio García Serradilla |
| 111.30 września 201217:00 | 1× · 3× | 35:26(17:12) | 5× · 3× | Hala Legionów, Kielce, Polska Widzów: 4200 Sędzia: Andreu Marín Lorente, Ignacio García Serradilla |

| 112.6 października 201219:00 | St. Petersburg HC | 21:31(10:17) | Vive Targi Kielce | Olimpijski Czechow, Petersburg, Rosja Widzów: 120 Sędzia: Nenad Nikolić, Dušan Stojković |
| 112.6 października 201219:00 | Eldar Nasyrov 7 · Andrei Novoselov 3 · Dmitry Chernykh 2 · Sergey Kuzmin 2 · Igor Polyakov 2 · Alexander Pyshkin 2 · Alexei Grigoriev 1 · Sergey Kisielev 1 · Yury Semenov 1 | 21:31(10:17) | 12 Ivan Čupić · 4 Rastko Stojković · 3 Michał Jurecki · 3 Tomasz Rosiński · 2 Denis Buntić · 2 Mateusz Jachlewski · 2 Krzysztof Lijewski · 1 Karol Bielecki · 1 Þórir Ólafsson · 1 Manuel Štrlek | Olimpijski Czechow, Petersburg, Rosja Widzów: 120 Sędzia: Nenad Nikolić, Dušan Stojković |
| 112.6 października 201219:00 | 3× · 3× | 21:31(10:17) | 1× · 3× | Olimpijski Czechow, Petersburg, Rosja Widzów: 120 Sędzia: Nenad Nikolić, Dušan Stojković |

| 113.13 października 201217:00 | Vive Targi Kielce | 30:24(13:12) | RK Gorenje Velenje | Hala Legionów, Kielce, Polska Widzów: 4200 Sędzia: Kursad Erdoğan, Ibrahim Özdeniz |
| 113.13 października 201217:00 | Michał Jurecki 8 · Denis Buntić 3 · Ivan Čupić 3 · Željko Musa 3 · Tomasz Rosiński 3 · Rastko Stojković 3 · Manuel Štrlek 3 · Mateusz Jachlewski 2 · Krzysztof Lijewski 1 · Þórir Ólafsson 1 | 30:24(13:12) | 9 Fahrudin Melić · 4 Marko Bezjak · 4 Klemen Cehte · 3 Niko Medved · 1 Dino Bajram · 1 Marko Dujmović · 1 Matej Gaber · 1 David Miklacic | Hala Legionów, Kielce, Polska Widzów: 4200 Sędzia: Kursad Erdoğan, Ibrahim Özdeniz |
| 113.13 października 201217:00 | 3× · 3× | 30:24(13:12) | 2× · 3× | Hala Legionów, Kielce, Polska Widzów: 4200 Sędzia: Kursad Erdoğan, Ibrahim Özdeniz |

| 114.21 października 201219:00 | Chambéry Savoie Handball | 26:36(15:18) | Vive Targi Kielce | Le Phare, Chambéry, Francja Widzów: 3400 Sędzia: Oscar Raluy Lopez, Angel Sabroso Ramirez |
| 114.21 października 201219:00 | Grégoire Detrez 7 · Edin Bašić 5 · Damir Bičanić 3 · Guillaume Gille 3 · Olivier Marroux 3 · Bertrand Gille 2 · Marko Panić 2 · Loic Laurent 1 | 26:36(15:18) | 8 Ivan Čupić · 6 Manuel Štrlek · 5 Tomasz Rosiński · 4 Michał Jurecki · 4 Rastko Stojković · 3 Uroš Zorman · 2 Željko Musa · 1 Denis Buntić · 1 Mateusz Jachlewski · 1 Krzysztof Lijewski · 1 Þórir Ólafsson | Le Phare, Chambéry, Francja Widzów: 3400 Sędzia: Oscar Raluy Lopez, Angel Sabroso Ramirez |
| 114.21 października 201219:00 | 2× · 3× | 26:36(15:18) | 3× · 2× | Le Phare, Chambéry, Francja Widzów: 3400 Sędzia: Oscar Raluy Lopez, Angel Sabroso Ramirez |

| 115.18 listopada 201218:00 | RK Metalurg Skopje | 21:23(12:10) | Vive Targi Kielce | Boris Trajkovski Sports Center, Skopje, Macedonia Widzów: 6900 Sędzia: Andrei Gousko, Siarhei Repkin |
| 115.18 listopada 201218:00 | Renato Vugrinec 7 · Mladen Rakčević 6 · Dejan Manaskow 3 · Goce Georgiewski 2 · Naumcze Mojsowski 2 · Miladin Kozlina 1 | 21:23(12:10) | 8 Ivan Čupić · 4 Michał Jurecki · 3 Krzysztof Lijewski · 2 Karol Bielecki · 2 Denis Buntić · 1 Željko Musa · 1 Rastko Stojković · 1 Manuel Štrlek · 1 Uroš Zorman | Boris Trajkovski Sports Center, Skopje, Macedonia Widzów: 6900 Sędzia: Andrei Gousko, Siarhei Repkin |
| 115.18 listopada 201218:00 | 2× · 3× | 21:23(12:10) | 4× · 3× | Boris Trajkovski Sports Center, Skopje, Macedonia Widzów: 6900 Sędzia: Andrei Gousko, Siarhei Repkin |

| 116.24 listopada 201218:00 | Vive Targi Kielce | 21:20(8:12) | RK Metalurg Skopje | Hala Legionów, Kielce, Polska Widzów: 4000 Sędzia: Zigmars Stolarovs, Renars Licis |
| 116.24 listopada 201218:00 | Michał Jurecki 6 · Ivan Čupić 5 · Rastko Stojković 3 · Mateusz Jachlewski 2 · Krzysztof Lijewski 2 · Željko Musa 1 · Grzegorz Tkaczyk 1 · Uroš Zorman 1 | 21:20(8:12) | 6 Naumcze Mojsowski · 5 Mladen Rakčević · 3 Dejan Manaskow · 2 Goce Georgiewski · 2 Filip Mirkułowski · 1 Stewcze Ałuszowski · 1 Renato Vugrinec | Hala Legionów, Kielce, Polska Widzów: 4000 Sędzia: Zigmars Stolarovs, Renars Licis |
| 116.24 listopada 201218:00 | 5× · 2× | 21:20(8:12) | 2× · 2× | Hala Legionów, Kielce, Polska Widzów: 4000 Sędzia: Zigmars Stolarovs, Renars Licis |

| 117.2 grudnia 201217:00 | Bjerringbro-Silkeborg | 25:34(11:18) | Vive Targi Kielce | Silkeborg-Hallerne, Silkeborg, Dania Widzów: 1752 Sędzia: Nenad Nikolić, Dušan Stojković |
| 117.2 grudnia 201217:00 | Rasmus Lauge 5 · Casper Ulrich Mortensen 5 · Henrik Toft Hansen 5 · Gudmundur Arni Olafsson 4 · Chris Holm Jörgensen 3 · Simon Westh Kristiansen 3 | 25:34(11:18) | 6 Michał Jurecki · 6 Krzysztof Lijewski · 5 Manuel Štrlek · 4 Ivan Čupić · 4 Uroš Zorman · 3 Þórir Ólafsson · 2 Rastko Stojković · 1 Karol Bielecki · 1 Željko Musa · 1 Grzegorz Tkaczyk · 1 Bartłomiej Tomczak | Silkeborg-Hallerne, Silkeborg, Dania Widzów: 1752 Sędzia: Nenad Nikolić, Dušan Stojković |
| 117.2 grudnia 201217:00 | 5× · 3× | 25:34(11:18) | 4× · 3× | Silkeborg-Hallerne, Silkeborg, Dania Widzów: 1752 Sędzia: Nenad Nikolić, Dušan Stojković |

| 118.9 lutego 201317:00 | Vive Targi Kielce | 30:29(20:14) | St. Petersburg HC | Hala Legionów, Kielce, Polska Widzów: 4000 Sędzia: Mirza Kurtagic, Mattias Wetterwik |
| 118.9 lutego 201317:00 | Mateusz Jachlewski 6 · Michał Jurecki 5 · Krzysztof Lijewski 5 · Karol Bielecki 4 · Rastko Stojković 3 · Bartłomiej Tomczak 3 · Uroš Zorman 2 · Željko Musa 1 · Grzegorz Tkaczyk 1 | 30:29(20:14) | 5 Eldar Nasyrov · 5 Andrei Novoselov · 5 Yury Semenov · 4 Victor Kovalenko · 4 Alexander Sanashkin · 2 Sergey Kuzmin · 2 Alexander Pyshkin · 1 Dmitrii Kiselev · 1 Igory Polyakov | Hala Legionów, Kielce, Polska Widzów: 4000 Sędzia: Mirza Kurtagic, Mattias Wetterwik |
| 118.9 lutego 201317:00 | 2× · 3× | 30:29(20:14) | 2× · 3× | Hala Legionów, Kielce, Polska Widzów: 4000 Sędzia: Mirza Kurtagic, Mattias Wetterwik |

| 119.16 lutego 201317:00 | Vive Targi Kielce | 36:32(18:17) | Chambéry Savoie Handball | Hala Legionów, Kielce, Polska Widzów: 4000 Sędzia: Péter Herczeg, Péter Südi |
| 119.16 lutego 201317:00 | Mateusz Jachlewski 8 · Michał Jurecki 8 · Rastko Stojković 6 · Grzegorz Tkaczyk 6 · Krzysztof Lijewski 4 · Þórir Ólafsson 2 · Karol Bielecki 1 · Uroš Zorman 1 | 36:32(18:17) | 9 Cédric Paty · 8 Timothey N’Guessan · 6 Damir Bičanić · 2 Grégoire Detrez · 2 Guillaume Gille · 2 Karel Nocar · 1 Loic Laurent · 1 Marko Panić · 1 Pierre Pature | Hala Legionów, Kielce, Polska Widzów: 4000 Sędzia: Péter Herczeg, Péter Südi |
| 119.16 lutego 201317:00 | 6× · 2× | 36:32(18:17) | 3× · 1× | Hala Legionów, Kielce, Polska Widzów: 4000 Sędzia: Péter Herczeg, Péter Südi |

| 120.23 lutego 201316:30 | RK Gorenje Velenje | 25:29(14:13) | Vive Targi Kielce | Rdeča dvorana, Velenje, Słowenia Widzów: 1300 Sędzia: Kenneth Abrahamsen, Arne M. Kristiansen |
| 120.23 lutego 201316:30 | Klemen Cehte 7 · Marko Bezjak 3 · Jure Dolenec 3 · Matej Gaber 3 · Fahrudin Melić 3 · Darko Cingesar 2 · Dino Bajram 1 · Marko Dujmović 1 · Rok Golcar 1 · Rok Ovnicek 1 | 25:29(14:13) | 7 Þórir Ólafsson · 6 Michał Jurecki · 5 Bartłomiej Tomczak · 3 Krzysztof Lijewski · 3 Rastko Stojković · 2 Uroš Zorman · 1 Karol Bielecki · 1 Željko Musa · 1 Grzegorz Tkaczyk | Rdeča dvorana, Velenje, Słowenia Widzów: 1300 Sędzia: Kenneth Abrahamsen, Arne M. Kristiansen |
| 120.23 lutego 201316:30 | 1× · 3× | 25:29(14:13) | 3× · 2× | Rdeča dvorana, Velenje, Słowenia Widzów: 1300 Sędzia: Kenneth Abrahamsen, Arne M. Kristiansen |

Vive Targi Kielce jako druga drużyna w historii, po hiszpańskim Ciudad Real awansowała do 1/8 rozgrywek z kompletem zwycięstw.

### 1/8 finału
| 121.17 marca 201315:00 | SC Pick Szeged | 26:25(15:14) | Vive Targi Kielce | Városi Sportcsarnok, Segedyn, Węgry Widzów: 3200 Sędzia: Sławe Nikołow, Ǵorgi Naczewski |
| 121.17 marca 201315:00 | Rajko Prodanović 6 · Attila Vadkerti 5 · Jonas Larholm 4 · Antonio Pribanic 4 · Gábor Ancsin 2 · František Šulc 2 · Zsolt Balogh 1 · Alen Blažević 1 · Szabolcs Zubai 1 | 26:25(15:14) | 4 Rastko Stojković · 4 Bartłomiej Tomczak · 3 Denis Buntić · 3 Þórir Ólafsson · 2 Karol Bielecki · 2 Mateusz Jachlewski · 2 Michał Jurecki · 2 Krzysztof Lijewski · 2 Grzegorz Tkaczyk · 1 Uroš Zorman | Városi Sportcsarnok, Segedyn, Węgry Widzów: 3200 Sędzia: Sławe Nikołow, Ǵorgi Naczewski |
| 121.17 marca 201315:00 | 1× · 3× | 26:25(15:14) | 6× · 3× | Városi Sportcsarnok, Segedyn, Węgry Widzów: 3200 Sędzia: Sławe Nikołow, Ǵorgi Naczewski |

| 122.21 marca 201317:00 | Vive Targi Kielce | 32:27(14:11) | SC Pick Szeged | Hala Legionów, Kielce, Polska Widzów: 4200 Sędzia: Evgenij Zotin, Nikolaj Volodkov |
| 122.21 marca 201317:00 | Þórir Ólafsson 8 · Michał Jurecki 6 · Krzysztof Lijewski 4 · Rastko Stojković 4 · Mateusz Jachlewski 3 · Uroš Zorman 3 · Karol Bielecki 1 · Denis Buntić 1 · Piotr Grabarczyk 1 · Grzegorz Tkaczyk 1 | 32:27(14:11) | 8 Jonas Larholm · 7 Rajko Prodanović · 3 Zsolt Balogh · 2 Gábor Ancsin · 2 Marinko Kekezović · 2 Antonio Pribanic · 1 Dániel Buday · 1 Attila Vadkerti · 1 Szabolcs Zubai | Hala Legionów, Kielce, Polska Widzów: 4200 Sędzia: Evgenij Zotin, Nikolaj Volodkov |
| 122.21 marca 201317:00 | 4× · 3× | 32:27(14:11) | 3× · 3× | Hala Legionów, Kielce, Polska Widzów: 4200 Sędzia: Evgenij Zotin, Nikolaj Volodkov |

### 1/4 finału
| 123.21 kwietnia 201317:00 | RK Metalurg Skopje | 25:27(13:13) | Vive Targi Kielce | Boris Trajkovski Sports Center, Skopje, Macedonia Widzów: 7000 Sędzia: Shlomo Cohen, Yoram Peretz |
| 123.21 kwietnia 201317:00 | Naumcze Mojsowski 6 · Renato Vugrinec 5 · Filip Mirkułowski 4 · Damir Batinovic 2 · Wanczo Dimowski 2 · Mladen Rakčević 2 · Tihomir Doder 1 · Goce Georgiewski 1 · David Korazija 1 · Velko Markoski 1 | 25:27(13:13) | 4 Mateusz Jachlewski · 4 Tomasz Rosiński · 4 Uroš Zorman · 3 Michał Jurecki · 3 Krzysztof Lijewski · 2 Denis Buntić · 2 Željko Musa · 2 Rastko Stojković · 1 Karol Bielecki · 1 Ivan Čupić · 1 Þórir Ólafsson | Boris Trajkovski Sports Center, Skopje, Macedonia Widzów: 7000 Sędzia: Shlomo Cohen, Yoram Peretz |
| 123.21 kwietnia 201317:00 | 1× · 3× | 25:27(13:13) | 5× · 3× · 1× | Boris Trajkovski Sports Center, Skopje, Macedonia Widzów: 7000 Sędzia: Shlomo Cohen, Yoram Peretz |

| 124.28 kwietnia 201317:00 | Vive Targi Kielce | 26:15(12:8) | RK Metalurg Skopje | Hala Legionów, Kielce, Polska Widzów: 4200 Sędzia: Oscar Raluy Lopez, Angel Sabroso Ramirez |
| 124.28 kwietnia 201317:00 | Michał Jurecki 8 · Ivan Čupić 5 · Denis Buntić 3 · Krzysztof Lijewski 2 · Tomasz Rosiński 2 · Grzegorz Tkaczyk 2 · Þórir Ólafsson 1 · Rastko Stojković 1 · Manuel Štrlek 1 · Uroš Zorman 1 | 26:15(12:8) | 4 Naumcze Mojsowski · 4 Renato Vugrinec · 3 Goce Georgiewski · 2 Wanczo Dimowski · 1 David Korazija · 1 Mladen Rakčević | Hala Legionów, Kielce, Polska Widzów: 4200 Sędzia: Oscar Raluy Lopez, Angel Sabroso Ramirez |
| 124.28 kwietnia 201317:00 | 7× · 2× | 26:15(12:8) | 3× · 3× | Hala Legionów, Kielce, Polska Widzów: 4200 Sędzia: Oscar Raluy Lopez, Angel Sabroso Ramirez |

### Final Four
| 125.1 czerwca 201315:15 | Vive Targi Kielce | 23:28(10:13) | FC Barcelona | Lanxess Arena, Kolonia, Niemcy Widzów: 20 000 Sędzia: Hlynur Leifsson, Anton Palsson |
| 125.1 czerwca 201315:15 | Manuel Štrlek 4 · Rastko Stojković 3 · Denis Buntić 2 · Ivan Čupić 2 · Mateusz Jachlewski 2 · Michał Jurecki 2 · Željko Musa 2 · Tomasz Rosiński 2 · Uroš Zorman 2 · Krzysztof Lijewski 1 · Þórir Ólafsson 1 | 23:28(10:13) | 8 Siarhiej Rutenka · 5 Juanín García Lorenzana · 4 Víctor Tomás · 3 Raúl Entrerríos · 3 Eduardo Gurbindo · 3 Jesper Nøddesbo · 1 Cédric Sorhaindo · 1 Martin Straňovský | Lanxess Arena, Kolonia, Niemcy Widzów: 20 000 Sędzia: Hlynur Leifsson, Anton Palsson |
| 125.1 czerwca 201315:15 | 3× · 3× | 23:28(10:13) | 1× · 3× | Lanxess Arena, Kolonia, Niemcy Widzów: 20 000 Sędzia: Hlynur Leifsson, Anton Palsson |

| 126.2 czerwca 2013 | Vive Targi Kielce | 31:30(19:12) | THW Kiel | Lanxess Arena, Kolonia, Niemcy Widzów: 19 250 Sędzia: Ivan Cacador, Eurico Nicolau |
| 126.2 czerwca 2013 | Rastko Stojković 8 · Ivan Čupić 7 · Manuel Štrlek 5 · Karol Bielecki 4 · Michał Jurecki 3 · Grzegorz Tkaczyk 2 · Krzysztof Lijewski 1 · Tomasz Rosiński 1 | 31:30(19:12) | 6 Momir Ilić · 6 Filip Jícha · 4 Guðjón Valur Sigurðsson · 4 René Toft Hansen · 3 Daniel Narcisse · 3 Christian Sprenger · 2 Marko Vujin · 1 Dominik Klein · 1 Andreas Palicka | Lanxess Arena, Kolonia, Niemcy Widzów: 19 250 Sędzia: Ivan Cacador, Eurico Nicolau |
| 126.2 czerwca 2013 | 4× · 2× · 1× | 31:30(19:12) | 2× · 2× | Lanxess Arena, Kolonia, Niemcy Widzów: 19 250 Sędzia: Ivan Cacador, Eurico Nicolau |

## Sezon 2013/2014 - Liga Mistrzów

### Faza grupowa - grupa B
| 127.22 września 201319:00 | Vive Targi Kielce | 33:23(15:11) | Dunkerque HBGL   | Hala Legionów, Kielce Widzów: 4000 Sędzia: Aleksandar Pandžić, Ivan Mošorinski |
| 127.22 września 201319:00 | Manuel Štrlek 9   | 33:23(15:11) | 5 Baptiste Butto | Hala Legionów, Kielce Widzów: 4000 Sędzia: Aleksandar Pandžić, Ivan Mošorinski |
| 127.22 września 201319:00 | 5× · 3×           | 33:23(15:11) | 2× · 3×          | Hala Legionów, Kielce Widzów: 4000 Sędzia: Aleksandar Pandžić, Ivan Mošorinski |

| 128.29 września 201315:00 | Vive Targi Kielce | 35:23(16:13) | FC Porto          | Hala Legionów, Kielce Widzów: 4000 Sędzia: Shlomo Cohen, Yoram Peretz |
| 128.29 września 201315:00 | Michał Jurecki 6  | 35:23(16:13) | 6 Gilberto Duarte | Hala Legionów, Kielce Widzów: 4000 Sędzia: Shlomo Cohen, Yoram Peretz |
| 128.29 września 201315:00 | 3× · 3×           | 35:23(16:13) | 3× · 3×           | Hala Legionów, Kielce Widzów: 4000 Sędzia: Shlomo Cohen, Yoram Peretz |

| 129.13 października 201319:30 | Orlen Wisła Płock | 28:30(17:16) | Vive Targi Kielce   | Orlen Arena, Płock Widzów: 5467 Sędzia: Oyvind Togstad, Rune Kristiansen |
| 129.13 października 201319:30 | Petar Nenadić 7   | 28:30(17:16) | 9 Julen Aguinagalde | Orlen Arena, Płock Widzów: 5467 Sędzia: Oyvind Togstad, Rune Kristiansen |
| 129.13 października 201319:30 | 4× · 3×           | 28:30(17:16) | 4× · 3×             | Orlen Arena, Płock Widzów: 5467 Sędzia: Oyvind Togstad, Rune Kristiansen |

| 130.19 października 201318:15 | Vive Targi Kielce | 34:29(17:11) | THW Kiel      | Hala Legionów, Kielce Widzów: 4200 Sędzia: Matija Gubica, Boris Milošević |
| 130.19 października 201318:15 | Michał Jurecki 8  | 34:29(17:11) | 7 Filip Jícha | Hala Legionów, Kielce Widzów: 4200 Sędzia: Matija Gubica, Boris Milošević |
| 130.19 października 201318:15 | 3× · 3×           | 34:29(17:11) | 2× · 3×       | Hala Legionów, Kielce Widzów: 4200 Sędzia: Matija Gubica, Boris Milošević |

| 131.17 listopada 201317:00 | KIF Kolding    | 29:24(17:12) | Vive Targi Kielce | TRE-FOR Arena, Kolding Widzów: 4865 Sędzia: Csaba Kekes, Pal Kekes |
| 131.17 listopada 201317:00 | Albert Rocas 8 | 29:24(17:12) | 6 Ivan Čupić      | TRE-FOR Arena, Kolding Widzów: 4865 Sędzia: Csaba Kekes, Pal Kekes |
| 131.17 listopada 201317:00 | 5× · 3×        | 29:24(17:12) | 4× · 3×           | TRE-FOR Arena, Kolding Widzów: 4865 Sędzia: Csaba Kekes, Pal Kekes |

| 132.24 listopada 201317:00 | Vive Targi Kielce | 25:26(15:15) | KIF Kolding      | Hala Legionów, Kielce Widzów: 4000 Sędzia: Jan Erik Leandersson, Mikael Lindroos |
| 132.24 listopada 201317:00 | Uroš Zorman 6     | 25:26(15:15) | 7 Bo Spellerberg | Hala Legionów, Kielce Widzów: 4000 Sędzia: Jan Erik Leandersson, Mikael Lindroos |
| 132.24 listopada 201317:00 | 4× · 3×           | 25:26(15:15) | 4× · 2×          | Hala Legionów, Kielce Widzów: 4000 Sędzia: Jan Erik Leandersson, Mikael Lindroos |

| 133.30 listopada 201318:00 | Dunkerque HBGL | 30:25(12:15) | Vive Targi Kielce | Stades de Flandres, Dunkierka Widzów: 2300 Sędzia: Arnar Sigurjónsson, Svavar Petursson |
| 133.30 listopada 201318:00 | Kornel Nagy 7  | 30:25(12:15) | 4 Manuel Strlek   | Stades de Flandres, Dunkierka Widzów: 2300 Sędzia: Arnar Sigurjónsson, Svavar Petursson |
| 133.30 listopada 201318:00 | 3× · 2×        | 30:25(12:15) | 5× · 2×           | Stades de Flandres, Dunkierka Widzów: 2300 Sędzia: Arnar Sigurjónsson, Svavar Petursson |

| 134.7 lutego 201420:30 | FC Porto          | 30:35(14:16) | Vive Targi Kielce | Dragão Caixa, Porto Widzów: 1272 Sędzia: Nenad Krstic, Peter Ljubic |
| 134.7 lutego 201420:30 | Gilberto Duarte 9 | 30:35(14:16) | 8 Karol Bielecki  | Dragão Caixa, Porto Widzów: 1272 Sędzia: Nenad Krstic, Peter Ljubic |
| 134.7 lutego 201420:30 | 5× · 2×           | 30:35(14:16) | 3× · 2×           | Dragão Caixa, Porto Widzów: 1272 Sędzia: Nenad Krstic, Peter Ljubic |

| 135.16 lutego 201417:45 | THW Kiel       | 28:28(13:16) | Vive Targi Kielce | Sparkassen-Arena, Kilonia Widzów: 10200 Sędzia: Oscar Raluy Lopez, Angel Sabroso Ramirez |
| 135.16 lutego 201417:45 | Marko Vujin 10 | 28:28(13:16) | 7 Michał Jurecki  | Sparkassen-Arena, Kilonia Widzów: 10200 Sędzia: Oscar Raluy Lopez, Angel Sabroso Ramirez |
| 135.16 lutego 201417:45 | 3× · 3×        | 28:28(13:16) | 3× · 2×           | Sparkassen-Arena, Kilonia Widzów: 10200 Sędzia: Oscar Raluy Lopez, Angel Sabroso Ramirez |

| 136.23 lutego 201419:00 | Vive Targi Kielce | 38:30(20:12) | Orlen Wisła Płock | Hala Legionów, Kielce Widzów: 4200 Sędzia: Michal Badura, Jaroslav Ondogrecula |
| 136.23 lutego 201419:00 | Denis Buntić 7    | 38:30(20:12) | 9 Petar Nenadić   | Hala Legionów, Kielce Widzów: 4200 Sędzia: Michal Badura, Jaroslav Ondogrecula |
| 136.23 lutego 201419:00 | 7× · 3×           | 38:30(20:12) | 4× · 2×           | Hala Legionów, Kielce Widzów: 4200 Sędzia: Michal Badura, Jaroslav Ondogrecula |

### 1/8 finału
| 137.22 marca 201416:10 | Vive Targi Kielce    | 32:28(17:13) | Rhein-Neckar Löwen | Hala Legionów, Kielce Widzów: 4000 Sędzia: Andrei Gousko, Siarhei Repkin |
| 137.22 marca 201416:10 | Krzysztof Lijewski 9 | 32:28(17:13) | 7 Patrick Groetzki | Hala Legionów, Kielce Widzów: 4000 Sędzia: Andrei Gousko, Siarhei Repkin |
| 137.22 marca 201416:10 | 4× · 3×              | 32:28(17:13) | 5× · 3× · 1×       | Hala Legionów, Kielce Widzów: 4000 Sędzia: Andrei Gousko, Siarhei Repkin |

| 138.31 marca 201419:00 | Rhein-Neckar Löwen                               | 27:23(16:14) | Vive Targi Kielce | SAP Arena, Mannheim Widzów: 8805 Sędzia: Sławe Nikołow, Ǵorgi Naczewski |
| 138.31 marca 201419:00 | Patrick Groetzki 5 · Stefán Rafn Sigurmannsson 5 | 27:23(16:14) | 5 Michał Jurecki  | SAP Arena, Mannheim Widzów: 8805 Sędzia: Sławe Nikołow, Ǵorgi Naczewski |
| 138.31 marca 201419:00 | 3× · 3×                                          | 27:23(16:14) | 3× · 3×           | SAP Arena, Mannheim Widzów: 8805 Sędzia: Sławe Nikołow, Ǵorgi Naczewski |

Vive Targi Kielce odpadły przez gorszy bilans bramek zdobytych na wyjeździe.

## Sezon 2014/2015 - Liga Mistrzów

### Faza grupowa - grupa D
| 139.25 września 2014 | Kadetten Schaffhausen | 28:33   | Vive Tauron Kielce |                                                                                 |
| 20:00                | Manuel Liniger 7      | (14:15) | 6 Denis Buntić     | BBC Arena, Szafuza Widzów: 2030 Sędzia: Oscar Raluy Lopez Angel Sabroso Ramirez |
| 20:00                | 4× · 3×               | (14:15) | 2× · 3×            | BBC Arena, Szafuza Widzów: 2030 Sędzia: Oscar Raluy Lopez Angel Sabroso Ramirez |

| 140.4 października 2014 | Vive Tauron Kielce | 37:32   | MOL-Pick Szeged                |                                                                      |
| 14:00                   | Karol Bielecki 6   | (18:17) | 9 Zsolt Balogh · 9 Dean Bombač | Hala Legionów, Kielce Widzów: 4000 Sędzia: Lars Geipel Marcus Helbig |
| 14:00                   | 2× · 3× · 1×       | (18:17) | 3× · 2×                        | Hala Legionów, Kielce Widzów: 4000 Sędzia: Lars Geipel Marcus Helbig |

| 141.12 października 2014 | Vive Tauron Kielce   | 30:26   | HK Motor Zaporoże |                                                                          |
| 20:00                    | Krzysztof Lijewski 7 | (17:14) | 6 Serhij Burka    | Hala Legionów, Kielce Widzów: 4000 Sędzia: Nenad Nikolić Dušan Stojković |
| 20:00                    | 5× · 3× · 1×         | (17:14) | 5× · 2×           | Hala Legionów, Kielce Widzów: 4000 Sędzia: Nenad Nikolić Dušan Stojković |

| 142.18 października 2014 | Dunkerque HBGL  | 25:28   | Vive Tauron Kielce |                                                                                   |
| 16:00                    | Julian Emonet 6 | (12:14) | 7 Karol Bielecki   | Stades de Flandres, Dunkierka Widzów: 2300 Sędzia: Zigmārs Stoļarovs Renārs Līcis |
| 16:00                    | 6× · 2×         | (12:14) | 2× · 2×            | Stades de Flandres, Dunkierka Widzów: 2300 Sędzia: Zigmārs Stoļarovs Renārs Līcis |

| 143.16 listopada 2014 | Aalborg Håndbold | 25:27   | Vive Tauron Kielce   |                                                                        |
| 16:50                 | Emil Berggren 7  | (12:13) | 6 Krzysztof Lijewski | Gigantium, Aalborg Widzów: 3200 Sędzia: Dalibor Jurinović Marko Mrvica |
| 16:50                 | 2× · 3×          | (12:13) | 3× · 2×              | Gigantium, Aalborg Widzów: 3200 Sędzia: Dalibor Jurinović Marko Mrvica |

| 144.23 listopada 2014 | Vive Tauron Kielce | 33:26   | Aalborg Håndbold |                                                                        |
| 15:10                 | Denis Buntić 8     | (18:15) | 7 Sander Sagosen | Hala Legionów, Kielce Widzów: 4200 Sędzia: Andrej Gusko Siarhej Repkin |
| 15:10                 | 1× · 3×            | (18:15) | 3× · 3×          | Hala Legionów, Kielce Widzów: 4200 Sędzia: Andrej Gusko Siarhej Repkin |

| 145.30 listopada 2014 | Vive Tauron Kielce | 33:24   | Kadetten Schaffhausen |                                                                      |
| 13:30                 | Ivan Čupić 9       | (14:12) | 11 Manuel Liniger     | Hala Legionów, Kielce Widzów: 4000 Sędzia: Nenad Krstić Peter Ljubić |
| 13:30                 | 1× · 3×            | (14:12) | 2× · 3×               | Hala Legionów, Kielce Widzów: 4000 Sędzia: Nenad Krstić Peter Ljubić |

| 146.6 grudnia 2014 | MOL-Pick Szeged    | 26:27   | Vive Tauron Kielce |                                                                                      |
| 20:00              | Rajko Prodanović 6 | (11:14) | 6 Karol Bielecki   | Varosi Sportcsarnok Szeged, Segedyn Widzów: 3200 Sędzia: Václav Horáček Jiří Novotný |
| 20:00              | 5× · 3×            | (11:14) | 3× · 3× · 1×       | Varosi Sportcsarnok Szeged, Segedyn Widzów: 3200 Sędzia: Václav Horáček Jiří Novotný |

| 147.14 lutego 2015 | Vive Tauron Kielce | 36:32   | Dunkerque HBGL   |                                                                                    |
| 13:30              | trzech graczy 6    | (19:15) | 5 Baptiste Butto | Hala Legionów, Kielce Widzów: 4000 Sędzia: Bogdan Nicolae Stark Romeo Mihai Ștefan |
| 13:30              | 7× · 3×            | (19:15) | 2× · 3×          | Hala Legionów, Kielce Widzów: 4000 Sędzia: Bogdan Nicolae Stark Romeo Mihai Ștefan |

| 148.18 lutego 2015 | HK Motor Zaporoże                  | 28:29   | Vive Tauron Kielce |                                                                           |
| 19:00              | 5 Dmytro Doroszczuk · 5 Jewhen Żuk | (19:10) | 7 Karol Bielecki   | Pałac Sportu, Kijów Widzów: 1500 Sędzia: Mirza Kurtagic Mattias Wetterwik |
| 19:00              | 3× · 2×                            | (19:10) | 2× · 3×            | Pałac Sportu, Kijów Widzów: 1500 Sędzia: Mirza Kurtagic Mattias Wetterwik |

Vive Tauron Kielce awansował do 1/8 finału z kompletem zwycięstw.

### 1/8 finału
| 149.15 marca 2015 | Montpellier Handball | 25:29   | Vive Tauron Kielce |                                                                                      |
| 17:00             | Vid Kavtičnik 8      | (13:16) | 6 Karol Bielecki   | Park&Suites Arena, Montpellier Widzów: 6000 Sędzia: Jewgienij Zotin Nikołaj Wołodkow |
| 17:00             | 1× · 3×              | (13:16) | 2× · 3×            | Park&Suites Arena, Montpellier Widzów: 6000 Sędzia: Jewgienij Zotin Nikołaj Wołodkow |

| 150.21 marca 2015 | Vive Tauron Kielce | 31:33   | Montpellier Handball |                                                                        |
| 15:30             | Denis Buntić 7     | (14:15) | 11 Diego Simonet     | Hala Legionów, Kielce Widzów: 4200 Sędzia: Péter Horváth Balázs Marton |
| 15:30             | 1× · 2×            | (14:15) | 3× · 3×              | Hala Legionów, Kielce Widzów: 4200 Sędzia: Péter Horváth Balázs Marton |

### 1/4 finału
| 151.11 kwietnia 2015 | RK Wardar Skopje | 20:22   | Vive Tauron Kielce | |
| 19:00                | Sergiej Gorbok 5 | (11:11) | 5 Manuel Štrlek    | Centrum sportowe „Boris Trajkowski”, Skopje Widzów: 5500 Sędzia: Bogdan Nicolae Stark Romeo Mihai Ștefan |
| 19:00                | 3× · 3×          | (11:11) | 5× · 3×            | Centrum sportowe „Boris Trajkowski”, Skopje Widzów: 5500 Sędzia: Bogdan Nicolae Stark Romeo Mihai Ștefan |

| 152.19 kwietnia 2015 | Vive Tauron Kielce | 33:31   | RK Wardar Skopje  |                                                                       |
| 15:30                | Karol Bielecki 9   | (16:14) | 9 Alex Dujshebaev | Hala Legionów, Kielce Widzów: 4200 Sędzia: Martin Gjeding Mads Hansen |
| 15:30                | 6× · 3× · 1×       | (16:14) | 4× · 3×           | Hala Legionów, Kielce Widzów: 4200 Sędzia: Martin Gjeding Mads Hansen |

### Final Four
| 153.30 maja 2015 | FC Barcelona       | 33:28   | Vive Tauron Kielce |                                                                              |
| 15:15            | Nikola Karabatić 8 | (16:14) | 7 Karol Bielecki   | Lanxess Arena, Kolonia Widzów: 19 250 Sędzia: Zigmārs Stoļarovs Renārs Līcis |
| 15:15            | 2× · 3×            | (16:14) | 4× · 2×            | Lanxess Arena, Kolonia Widzów: 19 250 Sędzia: Zigmārs Stoļarovs Renārs Līcis |

| 154.31 maja 2015 | Vive Tauron Kielce | 28:26   | THW Kiel      |                                                                              |
| 15:15            | Karol Bielecki 5   | (12:12) | 9 Marko Vujin | Lanxess Arena, Kolonia Widzów: 19 250 Sędzia: Michael Johansson Jasmin Kliko |
| 15:15            | 2× · 3× · 1×       | (12:12) | 5× · 3× · 1×  | Lanxess Arena, Kolonia Widzów: 19 250 Sędzia: Michael Johansson Jasmin Kliko |

## Sezon 2015/2016 - Liga Mistrzów

### Faza grupowa
| 20 września 2015 | MOL-Pick Szeged | 31:30   | Vive Tauron Kielce  |                                                                                                |
| 16:30            | Dean Bombač 11  | (17:14) | 6 Julen Aguinagalde | Városi Sportcsarnok, Segedyn Widzów: 3000 Sędzia: Óscar Raluy López Ángel Luis Sabroso Ramírez |
| 16:30            | 8× · 3×         | (17:14) | 1× · 3×             | Városi Sportcsarnok, Segedyn Widzów: 3000 Sędzia: Óscar Raluy López Ángel Luis Sabroso Ramírez |

| 26 września 2015 | Vive Tauron Kielce | 30:23   | Montpellier Handball |                                                                        |
| 16:15            | Karol Bielecki 7   | (12:11) | 6 Jure Dolenec       | Hala Legionów, Kielce Widzów: 4200 Sędzia: Andrej Gusko Siarhej Repkin |
| 16:15            | 1× · 3×            | (12:11) | 2× · 3×              | Hala Legionów, Kielce Widzów: 4200 Sędzia: Andrej Gusko Siarhej Repkin |

| 4 października 2015 | Rhein-Neckar Löwen                        | 32:32   | Vive Tauron Kielce |                                                                        |
| 16:30               | Kim Ekdahl du Rietz 6 · Harald Reinkind 6 | (19:15) | 9 Michał Jurecki   | SAP Arena, Mannheim Widzów: 3500 Sędzia: Matija Gubica Boris Milošević |
| 16:30               | 4× · 3×                                   | (19:15) | 2× · 3×            | SAP Arena, Mannheim Widzów: 3500 Sędzia: Matija Gubica Boris Milošević |

| 10 października 2015 | Vive Tauron Kielce  | 35:27   | IFK Kristianstad    |                                                                        |
| 16:00                | Julen Aguinagalde 6 | (20:12) | 6 Kristian Björnsen | Hala Legionów, Kielce Widzów: 4200 Sędzia: Péter Horváth Balázs Marton |
| 16:00                | 3× · 3×             | (20:12) | 5× · 3×             | Hala Legionów, Kielce Widzów: 4200 Sędzia: Péter Horváth Balázs Marton |

| 17 października 2015 | Vive Tauron Kielce | 30:30   | FC Barcelona    |                                                                      |
| 18:00                | Michał Jurecki 7   | (14:17) | 7 Kirił Łazarow | Hala Legionów, Kielce Widzów: 4200 Sędzia: Nenad Krstič Peter Ljubič |
| 18:00                | 3× · 2× · 1×       | (14:17) | 3× · 3×         | Hala Legionów, Kielce Widzów: 4200 Sędzia: Nenad Krstič Peter Ljubič |

| 24 października 2015 | RK Wardar Skopje                    | 34:24   | Vive Tauron Kielce  |                                                                                            |
| 17:30                | Timur Dibirow 8 · Siergiej Gorbok 8 | (18:14) | 6 Julen Aguinagalde | Sportski Centar Jane Sandanski, Skopje Widzów: 6000 Sędzia: Zigmārs Stoļarovs Renārs Līcis |
| 17:30                | 6× · 2×                             | (18:14) | 8× · 3×             | Sportski Centar Jane Sandanski, Skopje Widzów: 6000 Sędzia: Zigmārs Stoļarovs Renārs Līcis |

| 15 listopada 2015 | KIF Kolding      | 23:33   | Vive Tauron Kielce |                                                                             |
| 16:50             | Karol Bielecki 7 | (15:13) | 7 Lasse Andersson  | Brøndby Hallen, Brøndby Widzów: 4000 Sędzia: Dalibor Jurinovic Marko Mrvica |
| 16:50             | 2× · 3×          | (15:13) | 1× · 2×            | Brøndby Hallen, Brøndby Widzów: 4000 Sędzia: Dalibor Jurinovic Marko Mrvica |

| 22 listopada 2015 | Vive Tauron Kielce | 33:31   | KIF Kolding       |                                                                            |
| 19:00             | Karol Bielecki 8   | (13:14) | 10 Bo Spellerberg | Hala Legionów, Kielce Widzów: 4200 Sędzia: Ivan Pavićević Miloš Ražnatović |
| 19:00             | 2× · 2×            | (13:14) | 4× · 3×           | Hala Legionów, Kielce Widzów: 4200 Sędzia: Ivan Pavićević Miloš Ražnatović |

| 28 listopada 2015 | Vive Tauron Kielce | 23:20  | RK Wardar Skopje                       |                                                                          |
| 16:00             | Michał Jurecki 5   | (10:6) | 5 Siergiej Gorbok · 5 Mijajlo Marsenić | Hala Legionów, Kielce Widzów: 4200 Sędzia: Duarte Santos Ricardo Fonseca |
| 16:00             | 3× · 3× · 1×       | (10:6) | 4× · 3×                                | Hala Legionów, Kielce Widzów: 4200 Sędzia: Duarte Santos Ricardo Fonseca |

| 5 grudnia 2015 | FC Barcelona     | 31:33   | Vive Tauron Kielce |                                                                                 |
| 18:30          | Kirił Łazarow 11 | (19:16) | 9 Karol Bielecki   | Palau Blaugrana, Barcelona Widzów: 4231 Sędzia: Oyvind Togstad Rune Kristiansen |
| 18:30          | 3× · 3×          | (19:16) | 4× · 3×            | Palau Blaugrana, Barcelona Widzów: 4231 Sędzia: Oyvind Togstad Rune Kristiansen |

| 11 lutego 2016 | IFK Kristianstad | 35:35   | Vive Tauron Kielce |                                                                                          |
| 19:00          | Iman Jamali 8    | (17:19) | 9 Tobias Reichmann | Kristianstad Arena, Kristianstad Widzów: 4653 Sędzia: Michal Baďura Jaroslav Ondogrecula |
| 19:00          | 3× · 3×          | (17:19) | 3× · 3×            | Kristianstad Arena, Kristianstad Widzów: 4653 Sędzia: Michal Baďura Jaroslav Ondogrecula |

| 20 lutego 2016 | Vive Tauron Kielce            | 28:27   | Rhein-Neckar Löwen   |                                                                         |
| 17:30          | Denis Buntić 5 · Ivan Čupić 5 | (12:10) | 6 Mads Mensah Larsen | Hala Legionów, Kielce Widzów: 4200 Sędzia: Jonas Elíasson Anton Pálsson |
| 17:30          | 4× · 3×                       | (12:10) | 5× · 3×              | Hala Legionów, Kielce Widzów: 4200 Sędzia: Jonas Elíasson Anton Pálsson |

| 28 lutego 2016 | Montpellier Handball | 27:32   | Vive Tauron Kielce |                                                                                    |
| 17:30          | Ludovic Fabregas 5   | (16:17) | 7 Ivan Čupić       | Park&Suites Arena, Montpellier Widzów: 5000 Sędzia: Zigmārs Stoļarovs Renārs Līcis |
| 17:30          | 2× · 3×              | (16:17) | 4× · 3×            | Park&Suites Arena, Montpellier Widzów: 5000 Sędzia: Zigmārs Stoļarovs Renārs Līcis |

| 6 marca 2016 | Vive Tauron Kielce             | 27:26   | MOL-Pick Szeged  |                                                                           |
| 18:00        | Ivan Čupić 5 · Manuel Štrlek 5 | (12:16) | 6 Antonio García | Hala Legionów, Kielce Widzów: 4200 Sędzia: Peter Brunovsky Vladimir Čanda |
| 18:00        | 4× · 3×                        | (12:16) | 4× · 3×          | Hala Legionów, Kielce Widzów: 4200 Sędzia: Peter Brunovsky Vladimir Čanda |

### 1/8 finału
| 19 marca 2016 | HC Meszkow Brześć | 28:32   | Vive Tauron Kielce | |
| 19:00         | Pawieł Atman 7    | (14:12) | 10 Michał Jurecki  | Uniwersalny Kompleks Sportowy „Wiktoria”, Zagrzeb Widzów: 3500 Sędzia: Stevann Pichon Laurent Reveret |
| 19:00         | 4× · 3×           | (14:12) | 5× · 3× · 1×       | Uniwersalny Kompleks Sportowy „Wiktoria”, Zagrzeb Widzów: 3500 Sędzia: Stevann Pichon Laurent Reveret |

| 26 marca 2016 | Vive Tauron Kielce | 33:30   | HC Meszkow Brześć  |                                                                          |
| 16:00         | Denis Buntić 6     | (14:14) | 7 Rastko Stojković | Hala Legionów, Kielce Widzów: 4200 Sędzia: Sławe Nikołow Ǵorgi Naczewski |
| 16:00         | 5× · 3×            | (14:14) | 3× · 4×            | Hala Legionów, Kielce Widzów: 4200 Sędzia: Sławe Nikołow Ǵorgi Naczewski |

### 1/4 finału
| 23 kwietnia 2016 | SG Flensburg-Handewitt | 28:28   | Vive Tauron Kielce |                                                                              |
| 17:30            | Holger Glandorf 11     | (13:14) | 5 Ivan Čupić       | Flens-Arena, Flensburg Widzów: 5367 Sędzia: Vaidas Mažeika Mindaugas Gatelis |
| 17:30            | 1× · 3×                | (13:14) | 5× · 3×            | Flens-Arena, Flensburg Widzów: 5367 Sędzia: Vaidas Mažeika Mindaugas Gatelis |

| 27 kwietnia 2016 | Vive Tauron Kielce | 29:28   | SG Flensburg-Handewitt                       |                                                                       |
| 17:30            | Michał Jurecki 9   | (14:13) | 8 Rasmus Lauge Schmidt · 8 Lasse Svan Hansen | Hala Legionów, Kielce Widzów: 4200 Sędzia: Thierry Dentz Denis Reibel |
| 17:30            | 8× · 2×            | (14:13) | 8× · 3×                                      | Hala Legionów, Kielce Widzów: 4200 Sędzia: Thierry Dentz Denis Reibel |

### Final Four
| 28 maja 2016 | Vive Tauron Kielce | 28:26   | Paris SG Handball |                                                                        |
| 15:15        | Michał Jurecki 5   | (16:16) | 10 Mikkel Hansen  | Lanxess Arena, Kolonia Widzów: 19250 Sędzia: Lars Geipel Marcus Helbig |
| 15:15        | 9× · 2× · 1×       | (16:16) | 4× · 4× · 1×      | Lanxess Arena, Kolonia Widzów: 19250 Sędzia: Lars Geipel Marcus Helbig |

| 29 maja 2016 | Vive Tauron Kielce                                                 | 39:38 (pd.)                   | MVM Veszprém KC                             |                                                                                      |
| 18:00        | Tobias Reichmann 9                                                 | (13:17, 29:29, 35:35, k. 4:3) | 7 Momir Ilić · 7 Cristian Ugalde            | Lanxess Arena, Kolonia Widzów: 19250 Sędzia: Óscar Raluy López Ángel Sabroso Ramírez |
| 18:00        | 5× · 3×                                                            | (13:17, 29:29, 35:35, k. 4:3) | 6× · 1×                                     | Lanxess Arena, Kolonia Widzów: 19250 Sędzia: Óscar Raluy López Ángel Sabroso Ramírez |
| 18:00        | Manuel Štrlek, Karol Bielecki, Tobias Reichmann, Julen Aguinagalde | Rzuty karne                   | Momir Ilić, Ivan Slišković, Aron Pálmarsson | Lanxess Arena, Kolonia Widzów: 19250 Sędzia: Óscar Raluy López Ángel Sabroso Ramírez |

## Sezon 2016/2017 - Liga Mistrzów

### Faza grupowa
| 24 września 201617:00 | HC Meszkow Brześć  | 24:29(14:11) | Vive Tauron Kielce   | gospodarz Widzów: 3220 Sędzia: Csaba Dobrovits Péter Tájok |
| 24 września 201617:00 | Rastko Stojković 6 | 24:29(14:11) | 6 Krzysztof Lijewski | gospodarz Widzów: 3220 Sędzia: Csaba Dobrovits Péter Tájok |
| 24 września 201617:00 | 4× · 2×            | 24:29(14:11) | 6× · 2×              | gospodarz Widzów: 3220 Sędzia: Csaba Dobrovits Péter Tájok |

| 1 października 201615:30 | Vive Tauron Kielce                  | 38:28(18:13) | IFK Kristianstad     | gospodarz Widzów: 3800 Sędzia: Lars Geipel Marcus Helbig |
| 1 października 201615:30 | Karol Bielecki 7 Paweł Paczkowski 7 | 38:28(18:13) | 6 Philip Henningsson | gospodarz Widzów: 3800 Sędzia: Lars Geipel Marcus Helbig |
| 1 października 201615:30 | 3× · 3×                             | 38:28(18:13) | 5× · 2×              | gospodarz Widzów: 3800 Sędzia: Lars Geipel Marcus Helbig |

| 9 października 201617:00 | MOL-Pick Szeged | 27:29(15:16) | Vive Tauron Kielce | gospodarz Widzów: 3200 Sędzia: Duarte Santos Ricardo Fonseca |
| 9 października 201617:00 | Zsolt Balogh 5  | 27:29(15:16) | 6 Karol Bielecki   | gospodarz Widzów: 3200 Sędzia: Duarte Santos Ricardo Fonseca |
| 9 października 201617:00 | 5× · 2×         | 27:29(15:16) | 3× · 4× · 1×       | gospodarz Widzów: 3200 Sędzia: Duarte Santos Ricardo Fonseca |

| 15 października 201616:00 | Vive Tauron Kielce             | 31:23(16:15) | Celje Pivovarna Laško | gospodarz Widzów: 4000 Sędzia: Stevann Pichon Laurent Reveret |
| 15 października 201616:00 | Karol Bielecki 5 Darko Đukić 5 | 31:23(16:15) | 7 Blaž Janc           | gospodarz Widzów: 4000 Sędzia: Stevann Pichon Laurent Reveret |
| 15 października 201616:00 | 2× · 2×                        | 31:23(16:15) | 5× · 3×               | gospodarz Widzów: 4000 Sędzia: Stevann Pichon Laurent Reveret |

| 23 października 201619:30 | Vive Tauron Kielce | 26:34(15:16) | Rhein-Neckar Löwen      | gospodarz Widzów: 4200 Sędzia: Oscar Raluy Lopez Angel Sabroso Ramirez |
| 23 października 201619:30 | Karol Bielecki 8   | 26:34(15:16) | 7 Rafael Baena González | gospodarz Widzów: 4200 Sędzia: Oscar Raluy Lopez Angel Sabroso Ramirez |
| 23 października 201619:30 | 2× · 3×            | 26:34(15:16) | 3× · 3×                 | gospodarz Widzów: 4200 Sędzia: Oscar Raluy Lopez Angel Sabroso Ramirez |

| 12 listopada 201617:30 | RK Wardar Skopje | 40:34(18:18) | Vive Tauron Kielce  | gospodarz Widzów: 6000 Sędzia: Michal Badura Jaroslav Ondogrecula |
| 12 listopada 201617:30 | Igor Karačić 9   | 40:34(18:18) | 8 Julen Aguinagalde | gospodarz Widzów: 6000 Sędzia: Michal Badura Jaroslav Ondogrecula |
| 12 listopada 201617:30 | 4× · 3×          | 40:34(18:18) | 2× · 2×             | gospodarz Widzów: 6000 Sędzia: Michal Badura Jaroslav Ondogrecula |

| 16 listopada 201619:00 | RK Zagrzeb                         | 23:26(12:11) | Vive Tauron Kielce   | gospodarz Widzów: 5000 Sędzia: Sorin-Laurenţiu Dinu Constantin Din |
| 16 listopada 201619:00 | Zlatko Horvat 6 Stipe Mandalinić 6 | 23:26(12:11) | 5 Krzysztof Lijewski | gospodarz Widzów: 5000 Sędzia: Sorin-Laurenţiu Dinu Constantin Din |
| 16 listopada 201619:00 | 1× · 2×                            | 23:26(12:11) | 2× · 2×              | gospodarz Widzów: 5000 Sędzia: Sorin-Laurenţiu Dinu Constantin Din |

| 27 listopada 201618:00 | Vive Tauron Kielce  | 29:25(11:12) | RK Zagrzeb         | gospodarz Widzów: 4200 Sędzia: Martin Gjeding Mads Hansen |
| 27 listopada 201618:00 | Julen Aguinagalde 7 | 29:25(11:12) | 7 Stipe Mandalinić | gospodarz Widzów: 4200 Sędzia: Martin Gjeding Mads Hansen |
| 27 listopada 201618:00 | 3× · 3×             | 29:25(11:12) | 5× · 3×            | gospodarz Widzów: 4200 Sędzia: Martin Gjeding Mads Hansen |

| 4 grudnia 201618:00 | Vive Tauron Kielce                                     | 27:24(15:12) | RK Wardar Skopje                 | gospodarz Widzów: 4200 Sędzia: Jonas Eliasson Anton Palsson |
| 4 grudnia 201618:00 | Tobias Reichmann 4 Julen Aquinagalde 4 Manuel Strlek 4 | 27:24(15:12) | 5 Igor Karačić 5 Alex Dujshebaev | gospodarz Widzów: 4200 Sędzia: Jonas Eliasson Anton Palsson |
| 4 grudnia 201618:00 | 8× · 3× · 1×                                           | 27:24(15:12) | 6× · 3×                          | gospodarz Widzów: 4200 Sędzia: Jonas Eliasson Anton Palsson |

| 9 lutego 201719:00 | Rhein-Neckar Löwen        | 28:25(16:13) | Vive Tauron Kielce  | gospodarz Widzów: 7285 Sędzia: Vaidas Mažeika Mindaugas Gatelis |
| 9 lutego 201719:00 | Guðjón Valur Sigurðsson 7 | 28:25(16:13) | 5 Julen Aguinagalde | gospodarz Widzów: 7285 Sędzia: Vaidas Mažeika Mindaugas Gatelis |
| 9 lutego 201719:00 | 5× · 3×                   | 28:25(16:13) | 5× · 4×             | gospodarz Widzów: 7285 Sędzia: Vaidas Mažeika Mindaugas Gatelis |

| 19 lutego 201719:00 | Celje Pivovarna Laško | 34:33(16:19) | Vive Tauron Kielce  | gospodarz Widzów: 3901 Sędzia: Duarte Santos Ricardo Fonseca |
| 19 lutego 201719:00 | Borut Mačkovšek 8     | 34:33(16:19) | 6 Julen Aguinagalde | gospodarz Widzów: 3901 Sędzia: Duarte Santos Ricardo Fonseca |
| 19 lutego 201719:00 | 5× · 4×               | 34:33(16:19) | 6× · 2×             | gospodarz Widzów: 3901 Sędzia: Duarte Santos Ricardo Fonseca |

| 26 lutego 201718:00 | Vive Tauron Kielce  | 28:24(13:14) | MOL-Pick Szeged | gospodarz Widzów: 4200 Sędzia: Mirza Kurtagic Mattias Wetterwik |
| 26 lutego 201718:00 | Julen Aguinagalde 8 | 28:24(13:14) | 6 Sergei Gorbok | gospodarz Widzów: 4200 Sędzia: Mirza Kurtagic Mattias Wetterwik |
| 26 lutego 201718:00 | 3× · 4×             | 28:24(13:14) | 3× · 3×         | gospodarz Widzów: 4200 Sędzia: Mirza Kurtagic Mattias Wetterwik |

| 4 marca 201718:15 | IFK Kristianstad                    | 29:25(15:13) | Vive Tauron Kielce   | gospodarz Widzów: 4125 Sędzia: Arthur Brunner Morad Salah |
| 4 marca 201718:15 | Philip Henningsson 6 Tim Sørensen 6 | 29:25(15:13) | 5 Mateusz Jachlewski | gospodarz Widzów: 4125 Sędzia: Arthur Brunner Morad Salah |
| 4 marca 201718:15 | 6× · 2×                             | 29:25(15:13) | 3× · 3×              | gospodarz Widzów: 4125 Sędzia: Arthur Brunner Morad Salah |

| 11 marca 201716:00 | Vive Tauron Kielce | 35:27(15:16) | HC Meszkow Brześć  | gospodarz Widzów: 4200 Sędzia: Arnar Sigurjónsson Svavar Petursson |
| 11 marca 201716:00 | Karol Bielecki 7   | 35:27(15:16) | 6 Rastko Stojković | gospodarz Widzów: 4200 Sędzia: Arnar Sigurjónsson Svavar Petursson |
| 11 marca 201716:00 | 4× · 4×            | 35:27(15:16) | 4× · 4×            | gospodarz Widzów: 4200 Sędzia: Arnar Sigurjónsson Svavar Petursson |

### 1/8 finału
| 26 marca 201717:00 | Montpellier Handball           | 33:28(14:16) | Vive Tauron Kielce | gospodarz Widzów: 3100 Sędzia: Martin Gjeding Mads Hansen |
| 26 marca 201717:00 | Diego Simonet 8 Jure Dolenec 8 | 33:28(14:16) | 6 Karol Bielecki   | gospodarz Widzów: 3100 Sędzia: Martin Gjeding Mads Hansen |
| 26 marca 201717:00 | 3× · 3×                        | 33:28(14:16) | 3× · 2×            | gospodarz Widzów: 3100 Sędzia: Martin Gjeding Mads Hansen |

| 2 kwietnia 201718:00 | Vive Tauron Kielce | 26:28(15:11) | Montpellier Handball | gospodarz Widzów: 4200 Sędzia: Matija Gubica Boris Milošević |
| 2 kwietnia 201718:00 | Michał Jurecki 7   | 26:28(15:11) | 7 Jure Dolenec       | gospodarz Widzów: 4200 Sędzia: Matija Gubica Boris Milošević |
| 2 kwietnia 201718:00 | 3× · 3×            | 26:28(15:11) | 3× · 3×              | gospodarz Widzów: 4200 Sędzia: Matija Gubica Boris Milošević |

## Sezon 2017/2018 - Liga Mistrzów

### Faza grupowa
| 16 września 201717:00 | Mieszkow Brześć                                                    | 28:25(15:11) | PGE Vive Kielce   | Pałac sportu "Viktoria", Brześć Widzów: 2800 Sędzia: Aleksandar Pandžić Ivan Mošorinski |
| 16 września 201717:00 | Aleksandr Szkurinski 5 Dzmitryj Nikulenkau 5 Konstantin Igropuło 5 | 28:25(15:11) | 4 Alex Dujshebaev | Pałac sportu "Viktoria", Brześć Widzów: 2800 Sędzia: Aleksandar Pandžić Ivan Mošorinski |
| 16 września 201717:00 | 3× · 3× · 1×                                                       | 28:25(15:11) | 1× · 3×           | Pałac sportu "Viktoria", Brześć Widzów: 2800 Sędzia: Aleksandar Pandžić Ivan Mošorinski |

| 24 września 201718:30 | PGE Vive Kielce  | 32:21(18:11) | THW Kiel      | Hala Legionów, Kielce Widzów: 4000 Sędzia: Sorin-Laurenţiu Dinu Constantin Din |
| 24 września 201718:30 | Karol Bielecki 8 | 32:21(18:11) | 6 Rune Dahmke | Hala Legionów, Kielce Widzów: 4000 Sędzia: Sorin-Laurenţiu Dinu Constantin Din |
| 24 września 201718:30 | 4× · 3×          | 32:21(18:11) | 3× · 3×       | Hala Legionów, Kielce Widzów: 4000 Sędzia: Sorin-Laurenţiu Dinu Constantin Din |

| 30 września 201719:00 | RK Celje     | 31:27(16:12) | PGE Vive Kielce | Dvorana Zlatorog, Celje Widzów: 3000 Sędzia: Mirza Kurtagic Mattias Wetterwik |
| 30 września 201719:00 | Gal Marguč 7 | 31:27(16:12) | 6 Darko Đukić   | Dvorana Zlatorog, Celje Widzów: 3000 Sędzia: Mirza Kurtagic Mattias Wetterwik |
| 30 września 201719:00 | 8× · 4× · 1× | 31:27(16:12) | 4× · 2×         | Dvorana Zlatorog, Celje Widzów: 3000 Sędzia: Mirza Kurtagic Mattias Wetterwik |

| 8 października 201715:00 | PGE Vive Kielce  | 25:25(10:10) | SG Flensburg-Handewitt | Hala Legionów, Kielce Widzów: 4018 Sędzia: Matija Gubica Boris Milošević |
| 8 października 201715:00 | Karol Bielecki 6 | 25:25(10:10) | 5 Marius Steinhauser   | Hala Legionów, Kielce Widzów: 4018 Sędzia: Matija Gubica Boris Milošević |
| 8 października 201715:00 | 2× · 1×          | 25:25(10:10) | 4× · 3×                | Hala Legionów, Kielce Widzów: 4018 Sędzia: Matija Gubica Boris Milošević |

| 15 października 201719:00 | PGE Vive Kielce   | 32:32(16:15) | MVM Veszprém KC       | Hala Legionów, Kielce Widzów: 4200 Sędzia: Sławe Nikołow Ǵorǵi Naczewski |
| 15 października 201719:00 | Alex Dujshebaev 7 | 32:32(16:15) | 6 Kent Robin Tønnesen | Hala Legionów, Kielce Widzów: 4200 Sędzia: Sławe Nikołow Ǵorǵi Naczewski |
| 15 października 201719:00 | 4× · 4×           | 32:32(16:15) | 5× · 3× · 1×          | Hala Legionów, Kielce Widzów: 4200 Sędzia: Sławe Nikołow Ǵorǵi Naczewski |

| 5 listopada 201717:00 | Paris Saint-Germain Handball | 33:28(18:16) | PGE Vive Kielce   | Stade Pierre de Coubertin, Paryż Widzów: 2837 Sędzia: Óscar Raluy López Ángel Sabroso Ramírez |
| 5 listopada 201717:00 | Nedim Remili 7               | 33:28(18:16) | 5 Alex Dujshebaev | Stade Pierre de Coubertin, Paryż Widzów: 2837 Sędzia: Óscar Raluy López Ángel Sabroso Ramírez |
| 5 listopada 201717:00 | 1× · 3×                      | 33:28(18:16) | 2× · 2×           | Stade Pierre de Coubertin, Paryż Widzów: 2837 Sędzia: Óscar Raluy López Ángel Sabroso Ramírez |

| 12 listopada 201716:50 | Aalborg Håndbold      | 30:34(14:18) | PGE Vive Kielce                      | Gigantium Arena, Aalborg Widzów: 3454 Sędzia: Nenad Nikolić Dušan Stojković |
| 12 listopada 201716:50 | Janus Daði Smárason 8 | 30:34(14:18) | 5 Michał Jurecki 5 Julen Aguinagalde | Gigantium Arena, Aalborg Widzów: 3454 Sędzia: Nenad Nikolić Dušan Stojković |
| 12 listopada 201716:50 | 1× · 3×               | 30:34(14:18) | 3× · 3×                              | Gigantium Arena, Aalborg Widzów: 3454 Sędzia: Nenad Nikolić Dušan Stojković |

| 18 listopada 201716:00 | PGE Vive Kielce  | 28:27(15:14) | Aalborg Håndbold      | Hala Legionów, Kielce Widzów: 4000 Sędzia: Vaidas Mažeika Mindaugas Gatelis |
| 18 listopada 201716:00 | Karol Bielecki 7 | 28:27(15:14) | 6 Janus Daði Smárason | Hala Legionów, Kielce Widzów: 4000 Sędzia: Vaidas Mažeika Mindaugas Gatelis |
| 18 listopada 201716:00 | 1× · 2×          | 28:27(15:14) | 5× · 3×               | Hala Legionów, Kielce Widzów: 4000 Sędzia: Vaidas Mažeika Mindaugas Gatelis |

| 26 listopada 201719:00 | PGE Vive Kielce                      | 29:30(11:15) | Paris Saint-Germain Handball | Hala Legionów, Kielce Widzów: 4200 Sędzia: Lars Geipel Marcus Helbig |
| 26 listopada 201719:00 | Michał Jurecki 5 Julen Aguinagalde 5 | 29:30(11:15) | 8 Uwe Gensheimer             | Hala Legionów, Kielce Widzów: 4200 Sędzia: Lars Geipel Marcus Helbig |
| 26 listopada 201719:00 | 6× · 1×                              | 29:30(11:15) | 7× · 2× · 1×                 | Hala Legionów, Kielce Widzów: 4200 Sędzia: Lars Geipel Marcus Helbig |

| 2 grudnia 201718:00 | MVM Veszprém KC   | 31:26(15:15) | PGE Vive Kielce  | Veszprém Aréna, Veszprém Widzów: 5080 Sędzia: Václav Horáček Jiří Novotný |
| 2 grudnia 201718:00 | Andreas Nilsson 8 | 31:26(15:15) | 9 Michał Jurecki | Veszprém Aréna, Veszprém Widzów: 5080 Sędzia: Václav Horáček Jiří Novotný |
| 2 grudnia 201718:00 | 7× · 2×           | 31:26(15:15) | 4× · 4×          | Veszprém Aréna, Veszprém Widzów: 5080 Sędzia: Václav Horáček Jiří Novotný |

| 11 lutego 201819:00 | SG Flensburg-Handewitt | 32:32(17:21) | PGE Vive Kielce  | Flens-Arena, Flensburg Widzów: 5314 Sędzia: Ivan Caçador Eurico Nicolau |
| 11 lutego 201819:00 | Rasmus Lauge Schmidt 9 | 32:32(17:21) | 8 Michał Jurecki | Flens-Arena, Flensburg Widzów: 5314 Sędzia: Ivan Caçador Eurico Nicolau |
| 11 lutego 201819:00 | 4× · 2×                | 32:32(17:21) | 3× · 2×          | Flens-Arena, Flensburg Widzów: 5314 Sędzia: Ivan Caçador Eurico Nicolau |

| 17 lutego 201816:00 | PGE Vive Kielce | 37:31(21:17) | RK Celje    | Hala Legionów, Kielce Widzów: 41000 Sędzia: Arthur Brunner Morad Salah |
| 17 lutego 201816:00 | Manuel Štrlek 6 | 37:31(21:17) | 6 Igor Anic | Hala Legionów, Kielce Widzów: 41000 Sędzia: Arthur Brunner Morad Salah |
| 17 lutego 201816:00 | 5× · 1×         | 37:31(21:17) | 5× · 2×     | Hala Legionów, Kielce Widzów: 41000 Sędzia: Arthur Brunner Morad Salah |

| 24 lutego 201817:30 | THW Kiel          | 29:30(17:16) | PGE Vive Kielce  | Sparkassen-Arena, Kilonia Widzów: 10285 Sędzia: Matija Gubica Boris Milošević |
| 24 lutego 201817:30 | Patrick Wiencek 8 | 29:30(17:16) | 6 Michał Jurecki | Sparkassen-Arena, Kilonia Widzów: 10285 Sędzia: Matija Gubica Boris Milošević |
| 24 lutego 201817:30 | 2× · 4×           | 29:30(17:16) | 3× · 2×          | Sparkassen-Arena, Kilonia Widzów: 10285 Sędzia: Matija Gubica Boris Milošević |

| 3 marca 201816:00 | PGE Vive Kielce   | 33:28(20:17) | Mieszkow Brześć      | Hala Legionów, Kielce Widzów: 4060 Sędzia: Andreu Marín Ignacio García Serradilla |
| 3 marca 201816:00 | Alex Dujshebaev 6 | 33:28(20:17) | 6 Siarhiej Szyłowicz | Hala Legionów, Kielce Widzów: 4060 Sędzia: Andreu Marín Ignacio García Serradilla |
| 3 marca 201816:00 | 4× · 2×           | 33:28(20:17) | 4× · 2×              | Hala Legionów, Kielce Widzów: 4060 Sędzia: Andreu Marín Ignacio García Serradilla |

### 1/8 finału
| 24 marca 201816:00 | PGE Vive Kielce  | 41:17(21:8) | Rhein-Neckar Löwen | gospodarz Widzów: 4100 Sędzia: Michal Baďura Jaroslav Ondogrecula |
| 24 marca 201816:00 | Michał Jurecki 7 | 41:17(21:8) | 5 Rico Keller      | gospodarz Widzów: 4100 Sędzia: Michal Baďura Jaroslav Ondogrecula |
| 24 marca 201816:00 | 3× · 1×          | 41:17(21:8) | 6× · 2×            | gospodarz Widzów: 4100 Sędzia: Michal Baďura Jaroslav Ondogrecula |

| 1 kwietnia 201819:00 | Rhein-Neckar Löwen | 30:36(18:16) | PGE Vive Kielce                    | SAP Arena, Mannheim Widzów: 4425 Sędzia: Jónas Elíasson Anton Gylfi Pálsson |
| 1 kwietnia 201819:00 | André Schmid 8     | 30:36(18:16) | 5 Michał Jurecki 5 Alex Dujshebaev | SAP Arena, Mannheim Widzów: 4425 Sędzia: Jónas Elíasson Anton Gylfi Pálsson |
| 1 kwietnia 201819:00 | 3× · 3×            | 30:36(18:16) | 4× · 4×                            | SAP Arena, Mannheim Widzów: 4425 Sędzia: Jónas Elíasson Anton Gylfi Pálsson |

### 1/4 finału
| 21 kwietnia 201818:30 | PGE Vive Kielce   | 28:34(10:22) | Paris SG Handball                          | gospodarz Widzów: 4200 Sędzia: Ivan Pavićević Miloš Ražnatović |
| 21 kwietnia 201818:30 | Alex Dujshebaev 7 | 28:34(10:22) | 5 Nedim Remili 5 Luc Abalo 5 Mikkel Hansen | gospodarz Widzów: 4200 Sędzia: Ivan Pavićević Miloš Ražnatović |
| 21 kwietnia 201818:30 | 3× · 3× · 1×      | 28:34(10:22) | 4× · 2×                                    | gospodarz Widzów: 4200 Sędzia: Ivan Pavićević Miloš Ražnatović |

| 28 kwietnia 201817:30 | Paris SG Handball | 35:32(17:15) | PGE Vive Kielce                    | gospodarz Widzów: 3500 Sędzia: Sławe Nikołow Ǵorgi Naczewski |
| 28 kwietnia 201817:30 | Nedim Remili 9    | 35:32(17:15) | 5 Alex Dujshebaev 5 Karol Bielecki | gospodarz Widzów: 3500 Sędzia: Sławe Nikołow Ǵorgi Naczewski |
| 28 kwietnia 201817:30 | 6× · 4×           | 35:32(17:15) | 7× · 4×                            | gospodarz Widzów: 3500 Sędzia: Sławe Nikołow Ǵorgi Naczewski |

## Sezon 2018/2019 - Liga Mistrzów

### Faza grupowa
| 15 września 201818:00 | Telekom Veszprém | 29:27(14:13) | PGE Vive Kielce    | Veszprém Aréna, Veszprém Widzów: 5019 Sędzia: Andrej Husko Siarhiej Repkin |
| 15 września 201818:00 | Dragan Gajić 6   | 29:27(14:13) | 10 Alex Dujshebaev | Veszprém Aréna, Veszprém Widzów: 5019 Sędzia: Andrej Husko Siarhiej Repkin |
| 15 września 201818:00 | 5× · 3× · 1×     | 29:27(14:13) | 3× · 2×            | Veszprém Aréna, Veszprém Widzów: 5019 Sędzia: Andrej Husko Siarhiej Repkin |

| 22 września 201818:00 | PGE Vive Kielce                  | 35:32(17:17) | Rhein-Neckar Löwen | Hala Legionów, Kielce Widzów: 4000 Sędzia: Duarte Santos Ricardo Fonseca |
| 22 września 201818:00 | Alex Dujshebaev 5 Luka Cindrić 5 | 35:32(17:17) | 9 Andy Schmid      | Hala Legionów, Kielce Widzów: 4000 Sędzia: Duarte Santos Ricardo Fonseca |
| 22 września 201818:00 | 2× · 1×                          | 35:32(17:17) | 5× · 2×            | Hala Legionów, Kielce Widzów: 4000 Sędzia: Duarte Santos Ricardo Fonseca |

| 30 września 201819:00 | Montpellier Handball | 26:29(14:16) | PGE Vive Kielce   | Sud de France Arena, Pérols Widzów: 4812 Sędzia: Václav Horáček Jiří Novotný |
| 30 września 201819:00 | Melvyn Richardson 6  | 26:29(14:16) | 9 Alex Dujshebaev | Sud de France Arena, Pérols Widzów: 4812 Sędzia: Václav Horáček Jiří Novotný |
| 30 września 201819:00 | 5× · 3×              | 26:29(14:16) | 4× · 1×           | Sud de France Arena, Pérols Widzów: 4812 Sędzia: Václav Horáček Jiří Novotný |

| 6 października 201816:00 | PGE Vive Kielce    | 33:31(17:12) | IFK Kristianstad            | Hala Legionów, Kielce Widzów: 3500 Sędzia: Radojko Brkic Andrei Jusufhodzic |
| 6 października 201816:00 | Arkadiusz Moryto 7 | 33:31(17:12) | 7 Ólafur Andrés Guðmundsson | Hala Legionów, Kielce Widzów: 3500 Sędzia: Radojko Brkic Andrei Jusufhodzic |
| 6 października 201816:00 | 2× · 1×            | 33:31(17:12) | 4× · 3×                     | Hala Legionów, Kielce Widzów: 3500 Sędzia: Radojko Brkic Andrei Jusufhodzic |

| 14 października 201817:00 | PGE Vive Kielce | 31:27(16:15) | RK Wardar Skopje             | Hala Legionów, Kielce Widzów: 4100 Sędzia: Vaidas Mažeika Mindaugas Gatelis |
| 14 października 201817:00 | Luka Cindrić 8  | 31:27(16:15) | 6 Staš Skube 6 Timur Dibirow | Hala Legionów, Kielce Widzów: 4100 Sędzia: Vaidas Mažeika Mindaugas Gatelis |
| 14 października 201817:00 | 6× · 3× · 1×    | 31:27(16:15) | 4× · 3× · 1×                 | Hala Legionów, Kielce Widzów: 4100 Sędzia: Vaidas Mažeika Mindaugas Gatelis |

| 4 listopada 201819:00 | FC Barcelona         | 31:27(14:11) | PGE Vive Kielce   | Palau Blaugrana, Barcelona Widzów: 3239 Sędzia: Dalibor Jurinović Marko Mrvica |
| 4 listopada 201819:00 | Aleix Gómez Abelló 7 | 31:27(14:11) | 6 Alex Dujshebaev | Palau Blaugrana, Barcelona Widzów: 3239 Sędzia: Dalibor Jurinović Marko Mrvica |
| 4 listopada 201819:00 | 1× · 2×              | 31:27(14:11) | 1× · 2×           | Palau Blaugrana, Barcelona Widzów: 3239 Sędzia: Dalibor Jurinović Marko Mrvica |

| 10 listopada 201817:00 | HC Meszkow Brześć                   | 26:35(13:15) | PGE Vive Kielce | Pałac sportu "Viktoria", Brześć Widzów: 3250 Sędzia: Peter Brunovský Vladimír Čanda |
| 10 listopada 201817:00 | Artsiom Kułak 4 Artsiom Selvasiuk 4 | 26:35(13:15) | 8 Blaž Janc     | Pałac sportu "Viktoria", Brześć Widzów: 3250 Sędzia: Peter Brunovský Vladimír Čanda |
| 10 listopada 201817:00 | 3× · 3× · 1×                        | 26:35(13:15) | 4× · 3×         | Pałac sportu "Viktoria", Brześć Widzów: 3250 Sędzia: Peter Brunovský Vladimír Čanda |

| 17 listopada 201818:00 | PGE Vive Kielce    | 34:31(17:16) | HC Meszkow Brześć       | Hala Legionów, Kielce Widzów: 4100 Sędzia: Nenad Nikolić Dušan Stojković |
| 17 listopada 201818:00 | Alex Dujshebaev 10 | 34:31(17:16) | 6 Alexander Shkurinskiy | Hala Legionów, Kielce Widzów: 4100 Sędzia: Nenad Nikolić Dušan Stojković |
| 17 listopada 201818:00 | 4× · 2×            | 34:31(17:16) | 4× · 2×                 | Hala Legionów, Kielce Widzów: 4100 Sędzia: Nenad Nikolić Dušan Stojković |

| 24 listopada 201818:00 | PGE Vive Kielce     | 36:42(15:18) | FC Barcelona                                | Hala Legionów, Kielce Widzów: 4200 Sędzia: Stevann Pichon Laurent Reveret |
| 24 listopada 201818:00 | Uładzisłau Kulesz 6 | 36:42(15:18) | 9 Casper Ulrich Mortensen 9 Gilberto Duarte | Hala Legionów, Kielce Widzów: 4200 Sędzia: Stevann Pichon Laurent Reveret |
| 24 listopada 201818:00 | 2× · 2×             | 36:42(15:18) | 1× · 3×                                     | Hala Legionów, Kielce Widzów: 4200 Sędzia: Stevann Pichon Laurent Reveret |

| 1 grudnia 201817:30 | RK Wardar Skopje    | 28:27(14:11) | PGE Vive Kielce   | Jane Sandanski Arena, Skopje Widzów: 5500 Sędzia: Evgeny Zotin Nikolay Volodkov |
| 1 grudnia 201817:30 | Dainis Krištopāns 6 | 28:27(14:11) | 6 Alex Dujshebaev | Jane Sandanski Arena, Skopje Widzów: 5500 Sędzia: Evgeny Zotin Nikolay Volodkov |
| 1 grudnia 201817:30 | 3× · 3×             | 28:27(14:11) | 4× · 2×           | Jane Sandanski Arena, Skopje Widzów: 5500 Sędzia: Evgeny Zotin Nikolay Volodkov |

| 9 lutego 201919:00 | IFK Kristianstad                                                                             | 33:34(15:16) | PGE Vive Kielce   | Kristianstad Arena, Kristianstad Widzów: 3812 Sędzia: Matija Gubica Boris Milošević |
| 9 lutego 201919:00 | Arnar Freyr Arnarsson 5 Stig-Tore Moen Nilsen 5 Ólafur Andrés Guðmundsson 5 Valter Chrintz 5 | 33:34(15:16) | 11 Michał Jurecki | Kristianstad Arena, Kristianstad Widzów: 3812 Sędzia: Matija Gubica Boris Milošević |
| 9 lutego 201919:00 | 4× · 3×                                                                                      | 33:34(15:16) | 2× · 1×           | Kristianstad Arena, Kristianstad Widzów: 3812 Sędzia: Matija Gubica Boris Milošević |

| 16 lutego 201918:00 | PGE Vive Kielce                                                  | 27:28(11:14) | Montpellier Handball                   | Hala Legionów, Kielce Widzów: 4000 Sędzia: Andreu Marín Ignacio García Serradilla |
| 16 lutego 201918:00 | Julen Aguinagalde 4 Krzysztof Lijewski 4 Ángel Fernández Pérez 4 | 27:28(11:14) | 6 Mathieu Grébille 6 Melvyn Richardson | Hala Legionów, Kielce Widzów: 4000 Sędzia: Andreu Marín Ignacio García Serradilla |
| 16 lutego 201918:00 | 1× · 3×                                                          | 27:28(11:14) | 5× · 1×                                | Hala Legionów, Kielce Widzów: 4000 Sędzia: Andreu Marín Ignacio García Serradilla |

| 20 lutego 201919:00 | Rhein-Neckar Löwen | 30:29(18:14) | PGE Vive Kielce     | SAP Arena, Mannheim Widzów: 4067 Sędzia: Martin Gjeding Mads Hansen |
| 20 lutego 201919:00 | Andy Schmid 8      | 30:29(18:14) | 6 Julen Aguinagalde | SAP Arena, Mannheim Widzów: 4067 Sędzia: Martin Gjeding Mads Hansen |
| 20 lutego 201919:00 | 1× · 1×            | 30:29(18:14) | 2× · 1×             | SAP Arena, Mannheim Widzów: 4067 Sędzia: Martin Gjeding Mads Hansen |

| 2 marca 201918:00 | PGE Vive Kielce | 35:36(21:18) | Telekom Veszprém | Hala Legionów, Kielce Widzów: 4200 Sędzia: Michal Baďura Jaroslav Ondogrecula |
| 2 marca 201918:00 | Blaž Janc 7     | 35:36(21:18) | 8 Kentin Mahé    | Hala Legionów, Kielce Widzów: 4200 Sędzia: Michal Baďura Jaroslav Ondogrecula |
| 2 marca 201918:00 | 1× · 1×         | 35:36(21:18) | 5× · 2×          | Hala Legionów, Kielce Widzów: 4200 Sędzia: Michal Baďura Jaroslav Ondogrecula |

### 1/8 finału
| 23 marca 201918:30 | HK Motor Zaporoże  | 33:33(16:16) | PGE Vive Kielce   | gospodarz Widzów: 3500 Sędzia: Peter Brunovský Vladimír Čanda |
| 23 marca 201918:30 | Artem Kozakewycz 9 | 33:33(16:16) | 8 Alex Dujshebaev | gospodarz Widzów: 3500 Sędzia: Peter Brunovský Vladimír Čanda |
| 23 marca 201918:30 | 3×                 | 33:33(16:16) | 2× · 3×           | gospodarz Widzów: 3500 Sędzia: Peter Brunovský Vladimír Čanda |

| 30 marca 201916:00 | PGE Vive Kielce                       | 34:29(17:12) | HK Motor Zaporoże  | gospodarz Widzów: 3900 Sędzia: Ivan Caçador Eurico Nicolau |
| 30 marca 201916:00 | Alex Dujshebaev 6 Uładzisłau Kulesz 6 | 34:29(17:12) | 9 Artem Kozakewycz | gospodarz Widzów: 3900 Sędzia: Ivan Caçador Eurico Nicolau |
| 30 marca 201916:00 | 2× · 3×                               | 34:29(17:12) | 4× · 1×            | gospodarz Widzów: 3900 Sędzia: Ivan Caçador Eurico Nicolau |

### 1/4 finału
| 27 kwietnia 201918:00 | PGE Vive Kielce                      | 34:24(16:11) | Paris SG Handball | gospodarz Widzów: 4200 Sędzia: Evgeny Zotin Nikolay Volodkov |
| 27 kwietnia 201918:00 | Uładzisłau Kulesz 6 Arciom Karalok 6 | 34:24(16:11) | 11 Uwe Gensheimer | gospodarz Widzów: 4200 Sędzia: Evgeny Zotin Nikolay Volodkov |
| 27 kwietnia 201918:00 | 4× · 3×                              | 34:24(16:11) | 2× · 3×           | gospodarz Widzów: 4200 Sędzia: Evgeny Zotin Nikolay Volodkov |

| 5 maja 201917:00 | Paris SG Handball | 35:26(18:11) | PGE Vive Kielce | gospodarz Widzów: 3500 Sędzia: Nenad Nikolić Dušan Stojković |
| 5 maja 201917:00 | Nedim Remili 13   | 35:26(18:11) | 6 Luka Cindrić  | gospodarz Widzów: 3500 Sędzia: Nenad Nikolić Dušan Stojković |
| 5 maja 201917:00 | 8× · 3× · 1×      | 35:26(18:11) | 8× · 3×         | gospodarz Widzów: 3500 Sędzia: Nenad Nikolić Dušan Stojković |

### Final Four
| 1 czerwca 201915:15 | Telekom Veszprém | 33:30(13:13) | PGE Vive Kielce   | Lanxess Arena, Kolonia Widzów: 19250 Sędzia: Sławe Nikołow Ǵorgi Naczewski |
| 1 czerwca 201915:15 | Petar Nenadić 12 | 33:30(13:13) | 6 Alex Dujshebaev | Lanxess Arena, Kolonia Widzów: 19250 Sędzia: Sławe Nikołow Ǵorgi Naczewski |
| 1 czerwca 201915:15 | 3× · 2× · 1×     | 33:30(13:13) | 2× · 2×           | Lanxess Arena, Kolonia Widzów: 19250 Sędzia: Sławe Nikołow Ǵorgi Naczewski |

| 2 czerwca 201915:15 | FC Barcelona | 40:35(20:16) | PGE Vive Kielce     | Lanxess Arena, Kolonia Widzów: 19250 Sędzia: Duarte Santos Ricardo Fonseca |
| 2 czerwca 201915:15 | Dika Mem 8   | 40:35(20:16) | 10 Arkadiusz Moryto | Lanxess Arena, Kolonia Widzów: 19250 Sędzia: Duarte Santos Ricardo Fonseca |
| 2 czerwca 201915:15 | 10× · 1×     | 40:35(20:16) | 8× · 4×             | Lanxess Arena, Kolonia Widzów: 19250 Sędzia: Duarte Santos Ricardo Fonseca |

## Sezon 2019/2020 - Liga Mistrzów

### Faza grupowa
| 15 września 201919:00 | THW Kiel       | 30:30(14:15) | PGE Vive Kielce                       | Sparkassen-Arena, Kilonia Widzów: 8223 Sędzia: Bojan Lah David Sok |
| 15 września 201919:00 | Nikola Bilyk 7 | 30:30(14:15) | 5 Alex Dujshebaev 5 Uładzisłau Kulesz | Sparkassen-Arena, Kilonia Widzów: 8223 Sędzia: Bojan Lah David Sok |
| 15 września 201919:00 | 7× · 2× · 1×   | 30:30(14:15) | 8× · 2×                               | Sparkassen-Arena, Kilonia Widzów: 8223 Sędzia: Bojan Lah David Sok |

| 22 września 201920:00 | PGE Vive Kielce  | 33:26(22:11) | HK Motor Zaporoże | Hala Legionów, Kielce Widzów: 4000 Sędzia: Arthur Brunner Morad Salah |
| 22 września 201920:00 | Arciom Karalok 6 | 33:26(22:11) | 6 Barys Pukhouski | Hala Legionów, Kielce Widzów: 4000 Sędzia: Arthur Brunner Morad Salah |
| 22 września 201920:00 | 2× · 3×          | 33:26(22:11) | 5× · 1×           | Hala Legionów, Kielce Widzów: 4000 Sędzia: Arthur Brunner Morad Salah |

| 28 września 201919:00 | FC Porto                                | 33:30(15:12) | PGE Vive Kielce | Dragão Caixa, Porto Widzów: 1701 Sędzia: Michal Baďura Jaroslav Ondogrecula |
| 28 września 201919:00 | António Antunes Baeta Rodrigues Areia 8 | 33:30(15:12) | 7 Blaž Janc     | Dragão Caixa, Porto Widzów: 1701 Sędzia: Michal Baďura Jaroslav Ondogrecula |
| 28 września 201919:00 | 5× · 3×                                 | 33:30(15:12) | 2× · 2×         | Dragão Caixa, Porto Widzów: 1701 Sędzia: Michal Baďura Jaroslav Ondogrecula |

| 12 października 201918:00 | PGE Vive Kielce | 27:29(12:14) | Montpellier Handball                  | Hala Legionów, Kielce Widzów: 4199 Sędzia: Matija Gubica Boris Milošević |
| 12 października 201918:00 | Blaž Janc 7     | 27:29(12:14) | 6 Kyllian Villeminot 6 Mohamed Soussi | Hala Legionów, Kielce Widzów: 4199 Sędzia: Matija Gubica Boris Milošević |
| 12 października 201918:00 | 3× · 1×         | 27:29(12:14) | 3× · 2×                               | Hala Legionów, Kielce Widzów: 4199 Sędzia: Matija Gubica Boris Milošević |

| 19 października 201918:00 | HC Meszkow Brześć   | 27:31(9:15) | PGE Vive Kielce     | Pałac sportu "Viktoria", Brześć Widzów: 3100 Sędzia: Václav Horáček Jiří Novotný |
| 19 października 201918:00 | William Accambray 6 | 27:31(9:15) | 6 Uładzisłau Kulesz | Pałac sportu "Viktoria", Brześć Widzów: 3100 Sędzia: Václav Horáček Jiří Novotný |
| 19 października 201918:00 | 5× · 2× · 1×        | 27:31(9:15) | 6× · 2×             | Pałac sportu "Viktoria", Brześć Widzów: 3100 Sędzia: Václav Horáček Jiří Novotný |

| 2 listopada 201915:00 | PGE Vive Kielce    | 34:33(17:17) | Telekom Veszprém | Hala Legionów, Kielce Widzów: 4200 Sędzia: Martin Gjeding Mads Hansen |
| 2 listopada 201915:00 | Alex Dujshebaev 11 | 34:33(17:17) | 7 Dragan Gajić   | Hala Legionów, Kielce Widzów: 4200 Sędzia: Martin Gjeding Mads Hansen |
| 2 listopada 201915:00 | 5× · 2×            | 34:33(17:17) | 7× · 2×          | Hala Legionów, Kielce Widzów: 4200 Sędzia: Martin Gjeding Mads Hansen |

| 9 listopada 201917:30 | RK Wardar Skopje | 28:28(17:16) | PGE Vive Kielce | Jane Sandanski Arena, Skopje Widzów: 5500 Sędzia: Robert Schulze Tobias Tönnies |
| 9 listopada 201917:30 | Staš Skube 7     | 28:28(17:16) | 7 Blaž Janc     | Jane Sandanski Arena, Skopje Widzów: 5500 Sędzia: Robert Schulze Tobias Tönnies |
| 9 listopada 201917:30 | 4× · 2×          | 28:28(17:16) | 6×              | Jane Sandanski Arena, Skopje Widzów: 5500 Sędzia: Robert Schulze Tobias Tönnies |

| 16 listopada 201918:00 | PGE Vive Kielce                 | 35:25(17:14) | RK Wardar Skopje | Hala Legionów, Kielce Widzów: 4200 Sędzia: Lars Jørum Håvard Kleven |
| 16 listopada 201918:00 | Igor Karačić 6 Arciom Karalok 6 | 35:25(17:14) | 9 Timur Dibirow  | Hala Legionów, Kielce Widzów: 4200 Sędzia: Lars Jørum Håvard Kleven |
| 16 listopada 201918:00 | 4× · 2×                         | 35:25(17:14) | 2× · 1×          | Hala Legionów, Kielce Widzów: 4200 Sędzia: Lars Jørum Håvard Kleven |

| 23 listopada 201917:30 | Telekom Veszprém  | 28:24(13:15) | PGE Vive Kielce  | Veszprém Aréna, Veszprém Widzów: 5125 Sędzia: Vaidas Mažeika Mindaugas Gatelis |
| 23 listopada 201917:30 | Andreas Nilsson 5 | 28:24(13:15) | 6 Arciom Karalok | Veszprém Aréna, Veszprém Widzów: 5125 Sędzia: Vaidas Mažeika Mindaugas Gatelis |
| 23 listopada 201917:30 | 8× · 2×           | 28:24(13:15) | 3× · 3×          | Veszprém Aréna, Veszprém Widzów: 5125 Sędzia: Vaidas Mažeika Mindaugas Gatelis |

| 30 listopada 201915:00 | PGE Vive Kielce | 30:24(12:11) | HC Meszkow Brześć   | Hala Legionów, Kielce Widzów: 4200 Sędzia: Mirza Kurtagic Mattias Wetterwik |
| 30 listopada 201915:00 | Blaž Janc 7     | 30:24(12:11) | 6 William Accambray | Hala Legionów, Kielce Widzów: 4200 Sędzia: Mirza Kurtagic Mattias Wetterwik |
| 30 listopada 201915:00 | 6× · 3×         | 30:24(12:11) | 4× · 1×             | Hala Legionów, Kielce Widzów: 4200 Sędzia: Mirza Kurtagic Mattias Wetterwik |

| 5 lutego 2020 | Montpellier Handball | 25:24(12:14) | PGE Vive Kielce                        | Palais des sports René-Bougnol, Montpellier Widzów: 3000 Sędzia: Nenad Nikolić Dušan Stojković |
| 5 lutego 2020 | Hugo Descat 9        | 25:24(12:14) | 5 Uładzisłau Kulesz 5 Arkadiusz Moryto | Palais des sports René-Bougnol, Montpellier Widzów: 3000 Sędzia: Nenad Nikolić Dušan Stojković |
| 5 lutego 2020 | 5× · 2×              | 25:24(12:14) | 4× · 1×                                | Palais des sports René-Bougnol, Montpellier Widzów: 3000 Sędzia: Nenad Nikolić Dušan Stojković |

| 15 lutego 202015:00 | PGE Vive Kielce   | 30:25(12:12) | FC Porto                                  | Hala Legionów, Kielce Widzów: 4100 Sędzia: Igor Covalciuc Alexei Covalciuc |
| 15 lutego 202015:00 | Alex Dujshebaev 7 | 30:25(12:12) | 5 Miguel Martins Soares 5 Fábio Magalhães | Hala Legionów, Kielce Widzów: 4100 Sędzia: Igor Covalciuc Alexei Covalciuc |
| 15 lutego 202015:00 | 1× · 2×           | 30:25(12:12) | 4× · 3×                                   | Hala Legionów, Kielce Widzów: 4100 Sędzia: Igor Covalciuc Alexei Covalciuc |

| 20 lutego 202019:00 | HK Motor Zaporoże  | 26:33(14:19) | PGE Vive Kielce  | Yunost Sport Hall, Zaporoże Widzów: 1600 Sędzia: Zigmārs Sondors Renārs Līcis |
| 20 lutego 202019:00 | Artem Kozakevych 5 | 26:33(14:19) | 8 Arciom Karalok | Yunost Sport Hall, Zaporoże Widzów: 1600 Sędzia: Zigmārs Sondors Renārs Līcis |
| 20 lutego 202019:00 | 4× · 2×            | 26:33(14:19) | 5× · 1×          | Yunost Sport Hall, Zaporoże Widzów: 1600 Sędzia: Zigmārs Sondors Renārs Līcis |

| 29 lutego 202018:00 | PGE Vive Kielce   | 32:30(16:18) | THW Kiel        | Hala Legionów, Kielce Widzów: 4200 Sędzia: Sławe Nikołow Ǵorǵi Naczewski |
| 29 lutego 202018:00 | Alex Dujshebaev 6 | 32:30(16:18) | 8 Niclas Ekberg | Hala Legionów, Kielce Widzów: 4200 Sędzia: Sławe Nikołow Ǵorǵi Naczewski |
| 29 lutego 202018:00 | 5× · 2×           | 32:30(16:18) | 5× · 1×         | Hala Legionów, Kielce Widzów: 4200 Sędzia: Sławe Nikołow Ǵorǵi Naczewski |

### Faza pucharowa
Ze względu na pandemię koronawirusa zdecydowano o rozegraniu jedynie Final4, do którego awansowały po 2 najlepsze drużyny z grupy A i B. PGE Vive Kielce zajęło w swojej grupie 3. miejsce, w związku z czym nie uzyskało awansu.